# Storgatan, Södertälje
Storgatan är huvudgatan i stadskärnan av Södertälje i Södermanland och Stockholms län. Gatan löper från Olof Palmes plats över Stora Torget och vidare till Snäckviken.
Fram till 600-talet fanns ett farbart sund mellan Mälaren och Östersjön som med landhöjningen sedermera smalnade av så båtar nu behövde släpas över grundet. Det uppgrundande sundet motsvarar den moderna Storgatans sträckning. Ett samhälle som levde på omlastning av varor, med Storgatan som medelpunkt, uppstod. Storgatan kan avläsas på den äldsta kartan av Södertälje från 1648.
Under 1600-talet drabbades Södertälje av två stora stadsbränder; 1630 och 1650. Efter branden 1650 var förödelsen stor, och återuppbyggnaden skedde enligt en reglerad stadsplan av Anders Torstensson. Staden fick ett rutnätsmönster med Storgatan som mittaxel, vilket fortfarande dominerar stadskärnan. På grund av den stora befolkningstillväxten var de små trähusen i stadskärnan inte längre tillräckliga vid 1950-talet. Från 1959 uppfördes nya varuhus längs en del av Storgatan, den breddades, och gjordes till bilfri gågata på dessa södra del vid högertrafikomläggningen 1967.
Storgatan är Södertäljes huvudgata, och utgör tillsammans med andra närliggande gator stadens kommersiella mittpunkt. Tillsammans med Järnagatan bildar den det huvudsakliga gångstråket i nord/sydlig riktning genom stadskärnan.
Gatan har en varierande bebyggelse, där fastigheterna i dess början samt ovanför Stora Torget är från 1800-talets senare del samt början på 1900-talet. Den bilfria delen kantas av varuhus uppförda från sena delen av 1950-talet till 1970-talet. Storgatan har också några av stadens allra äldsta byggnader i form av Sankta Ragnhilds kyrka från 1100-talet och Rådhuset från 1734. På gatans norra del har byggnader tillommit under 1990- och 2010-talen.
Längs gatan finns flera gallerior och varuhus, exempelvis Varuhuset Kringlan samt byggnader som har arkader och butikslokaler i markplan. Storgatan har flera kulturella institutioner som Konsthallen, Södertälje stadsbibliotek och vetenskapsmuseet Tom Tits Experiment, samt offentlig förvaltning som Södertälje tingsrätt i tingshuset.

## Historia

### Äldre historia

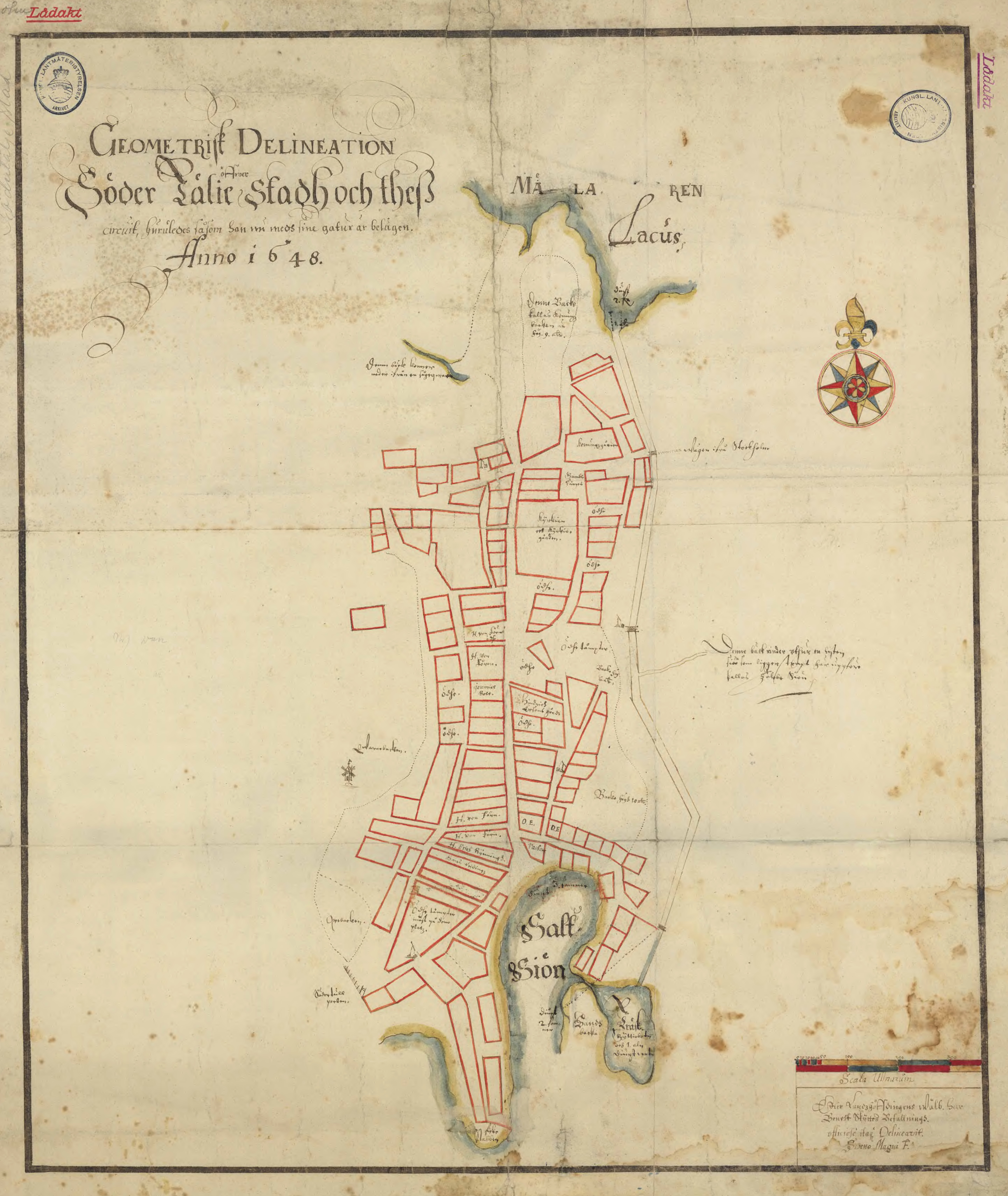
Karta över Södertälje från 1648. Storgatans dragning framgår av kartan

På platsen där Södertälje idag ligger fanns ett farbart sund mellan Mälaren och Östersjön fram till 600-talet. Efter hand gjorde landhöjningen att sundet samlade av, och en ås uppstod i mitten. På åsen uppstod den första bebyggelsen som lade grunden för Telge, som platsen då kallades. Då det inte längre gick att segla förbi platsen fick båtar nu släpas över landtungan, alternativt omlastas till annan båt på andra sidan. Den gamla farleden genom Södertälje hade inte samma sträckning som dagens kanal, utan motsvaras istället av Storgatans sträckning.
Trots uppgrundningen av sundet var leden genom Telge ändå den kortaste förbindelsen mellan Mälaren och havet. Förbindelsen var en viktig förutsättning för att en handelsplats som Birka skulle kunna uppstå. Möjligen var den första bosättningen i Telge en postering för att kunna hjälpa till att dra båtar över en led motsvarande dagens Storgatan, lasta om och skydda vid överfall. Människor flyttade till platsen för att delta i arbetet och Telge kom att bli en viktig lastplats, handelsplats och mötesplats. Ur dessa förutsättningar har staden vuxit fram.
Från 1100-talet byggdes de första delarna av Sankta Ragnhilds kyrka utmed det som idag är Storgatan. På den äldsta kartan av Södertälje från 1648 kan Storgatans sträckning utläsas, inklusive dess förlängning i Järnagatan. Det medeltida torget låg norr om kyrkan och gatusträckningarna var oregelbundet formade. Rakt genom staden gick huvudgatan som i dag har sin motsvarighet i Storgatan. Staden har successivt växt ut från Storgatan och Saltsjöhamnen.
Södertälje fick stadsprivilegier på 1300-talet, vilket gör det till en av de äldsta städerna i Sverige. Från skriftliga källor vet man att staden, förutom bostäder och kyrkan, hade ett rådhus och ett gilleshus. Den enklare bebyggelsen i kvarteren runt Storgatan bestod förmodligen av små timrade stugor med torvtak.
Stadens namn var ursprungligen endast Telge (flera stavningsvarianter har förekommit, bland andra Telje, Tælghia, Tælge). 1622 lades prefixet ”söder” till i samband med grundandet av Norrtälje. Stadens namn har med tälja att göra, något som är inskuret, i det här fallet i de vikar som möts på vardera sida om Storgatan.

### Rutnätsplan i stadskärnan efter branden 1650

Geometrisk Grundritning utaf Södertälie stad från 1700-1704. Storgatan löper rakt igenom staden

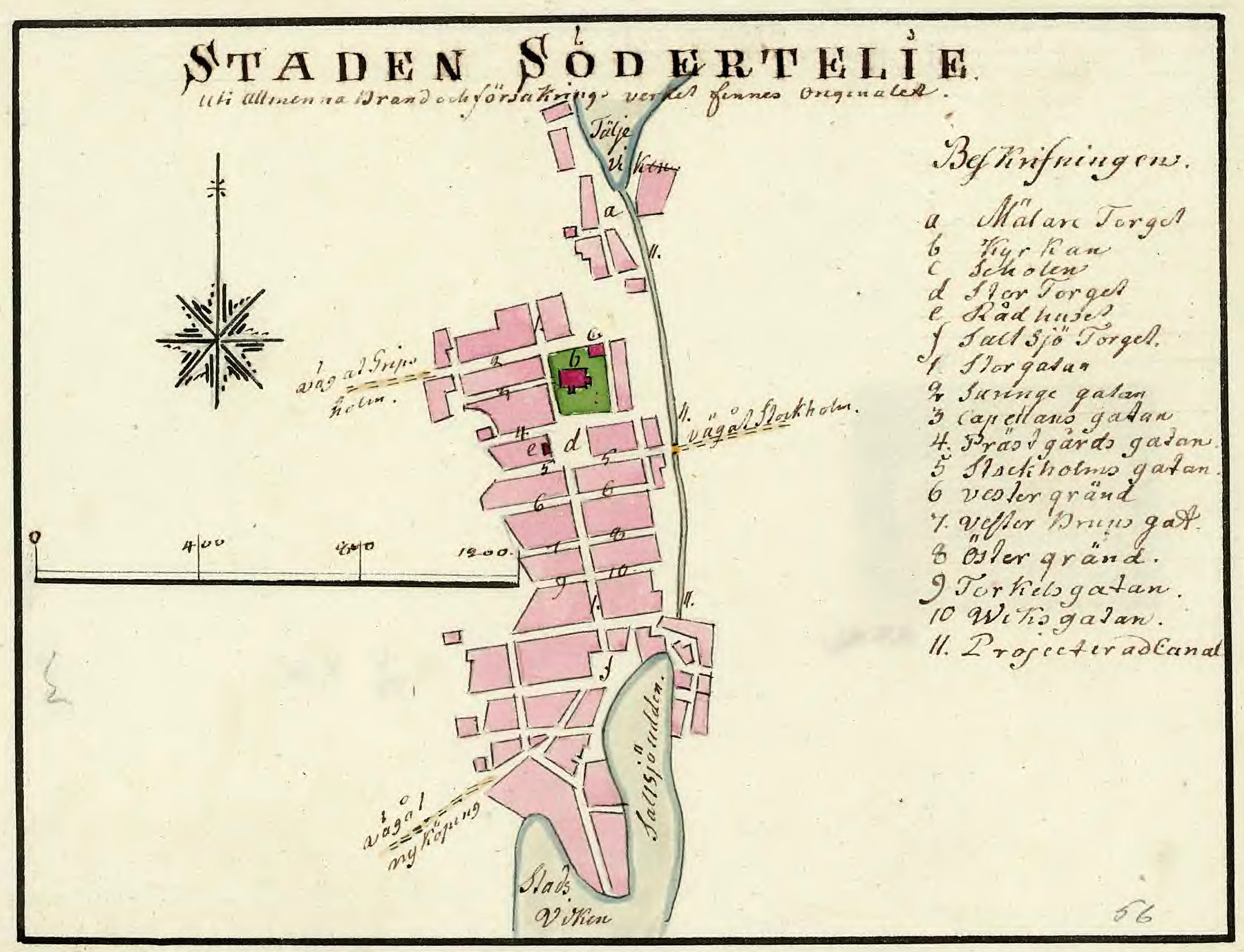
Karta över Staden Södertelie från 1780-talet. Storgatan är central mittaxel

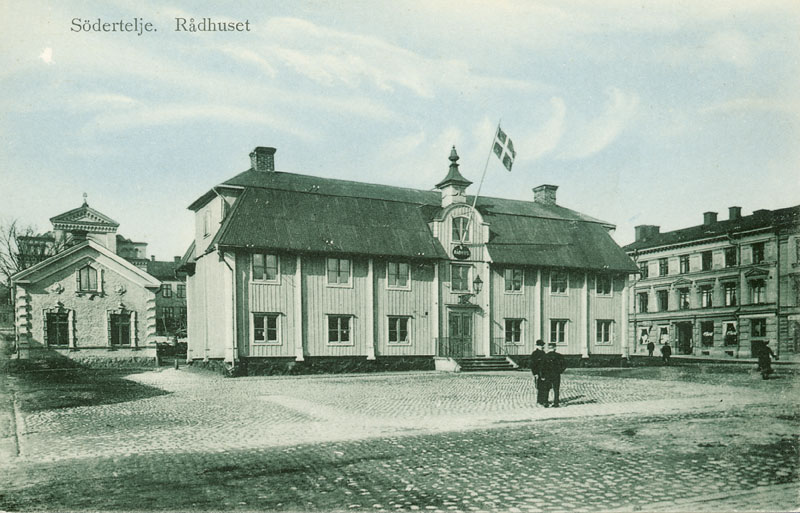
Södertälje rådhus uppfört 1734. Här i dess ursprungliga placeering på torgets västra sida. Storgatan löper rakt igenom bilden framför rådhuset

Staden drabbades av två bränder under 1600-talet: 1630 och 1650. Efter stadsbranden 1650 var förödelsen omfattande, och en stor del av bebyggelsen var utplånad. Efter branden genomfördes reglering av stadens gator och kvarter efter planer av Anders Torstensson. Det medeltida, oregelbundna gatunätet med fritt formade kvarter ersattes då av stormaktstidens rutnätsmönster. I och med denna förändring försköts också tyngdpunkten från det gamla torget norr om kyrkan till Stora Torget söder om kyrkan. Planen var uppbyggd kring Storgatan som huvudgata vilken utgjorde mittaxel i bebyggelsen.
Det finns inga samtida beskrivningar av bebyggelsen som växte upp efter branden, men troligen var envåningshus av omålat timmer med torvtak den vanligaste hustypen vid Storgatan, där köpmän och bättre bemedlade hantverkare uppförde sina gårdar.
1600-talets rutnätsplan dominerar fortfarande stadens centrala delar, och var i stort sett oförändrat fram till 1960-talets citysanering av centrala Södertälje.
1719 drabbades Södertälje av Rysshärjningarna och en stor del av stadens bebyggelse brann. Ett nytt rådhus uppfördes vid Stora Torget, då utmed Storgatans västra sida (men flyttades 1982 till sin nuvarande plats på torgets östra sida). Efter rysshärjningarna började staden åter uppbyggas med utgångspunkt från Storgatan, och handelsmän börjar nu uppföra hus i två våningar. Hus uppfördes med långsida mot gatan med fähus och uthus på innergården. Gårdarna hägnades av plank eller staket, med grindar och inkörsportar från gatan. Vid tiden trängdes hantverkarnas och småborgarnas hus undan mot tvärgator och stadens utkanter.
Även om merparten av husen från tiden är rivna finns historiska källor som berättar om 1700-talets bebyggelse. Fram till 1880 var bebyggelsen kring Stora Torget med den genomkorsande Storgatan enhetligt bebyggt med tvåvåningshus i trä som var försedda med panel och målade i ljus oljefärg. Även enklare hus i området kläddes i panel från mitten av 1800-talet.

### Ny byggnadsordning från 1800-talet
1809 antogs en ny brand- och byggnadsordning. Den syftade främst till att förebygga eldsvådor, men även estetiska frågor beaktades. Nya byggnads- och brandordningar i Södertälje stadfästes 1830. Den nya byggnadsordningen var lik den tidigare men mer omfattande. Måtten för nyanlagda gators utökades, och bostadshus av trä fick nu endast uppföras i två våningar med uthus i en våning.
De för tiden förnämsta byggnaderna uppfördes längs Storgatan och Järnagatan och bestod fortfarande till största delen av tvåvåningshus i trä. Storgatan fick som huvudgata många av köpmännens handelsgårdar med butik i bottenvåningen och bostäder ovanpå. Inne på gårdarna byggdes uthus och stall. Köpmanshusen var timrade, panelade och hade brutna tak. Vid tiden fanns det fortfarande få stenhus i staden.
Från 1860-talet började stenhus byggas. Det första flerfamiljshuset i sten uppfördes på Järnagatan 1864. En ny byggnadsordning från 1873 ställde också högre krav än tidigare. En ny minimumbredd på gator fastställdes till 40 fot, och de skulle nu utrustas med rännsten och trottoar. Hus fick inte heller längre täckas med torv eller näver. 1874 fick staden en byggnadsnämnd. Per Georg Sundius utformade en stadsplan för Södertälje 1876, vilken fastställdes 1880.
Mot slutet av 1800-talet kommer stenhus allt mer att ersätta den äldre träbebyggelsen. I och med järnvägens tillkomst 1860 och anläggandet av centralstationen kom tyngdpunkten i staden gradvis att förskjutas från Stora Torget i riktning mot stationen. Vid denna tid blev stråket med södra delen av Storgatan och Järnagatan stadens kommersiella centrum.
En ny stadsplan utarbetades av Per Olof Hallman 1903, vilken vidareutvecklades av Cyrillus Johansson och Albert Lilienberg 1920. Utmed Storgatan och Järnagatan uppfördes representativa bostadshus i sten i flera våningar. På 1910-talet uppfördes hus i nationalromantisk stil, bland annat det Mathsonska huset på Storgatan.
Från 1928 var gatubelysningen i staden helt elektrifierad.
Mellan 1926 och 1943 fanns ingen fast stadsarkitekt anställd. Arkitekter anlitades istället på konsultbasis. Vid tiden gjorde arkitekten Tore E:son Lindhberg gjorde arbete för att förbättra stadsbilden. 1927 påbörjades en breddning av Storgatan i samband med en tomtreglering i kvarteret Castor gjordes. En tomt i kvarteret Castor bebyggdes och i kvarteret Väduren uppfördes flera påkostade flerfamiljshus. Tore E:son Lindhberg flyttade till Södertälje 1914 och var verksam arkitekt i staden till sin död 1950.
Från 1930-talet ökade inflyttningen, och 1939 hade stadens befolkning ökat till över 15 000 invånare. 1940–1945 ökade befolkningen från 15 800 till 25 300. På grund av den kraftiga inflyttningen uppstod brist på bostäder och behov av ytterligare butikslokaler. Nya stadsplane- och byggnadsideal gjorde att friliggande lamellhus som anpassades till terräng och väderstreck byggdes. Husfasaderna var ofta i tegel eller slätputs i ljusa kulörer utan dekorationer. Castor 4 på Storgatan 2 ritades av Tore E:son Lindhberg, och uppfördes i slutet av 1930-talet. På bottenvångenen öppnade Åhlén & Holm sitt fjortonde Tempovaruhus 1939, vilket blev det första varuhuset att etablera sig i Södertälje. Castor 4 är nästan identisk med intilliggande Castor 3, men har enklare utformning.

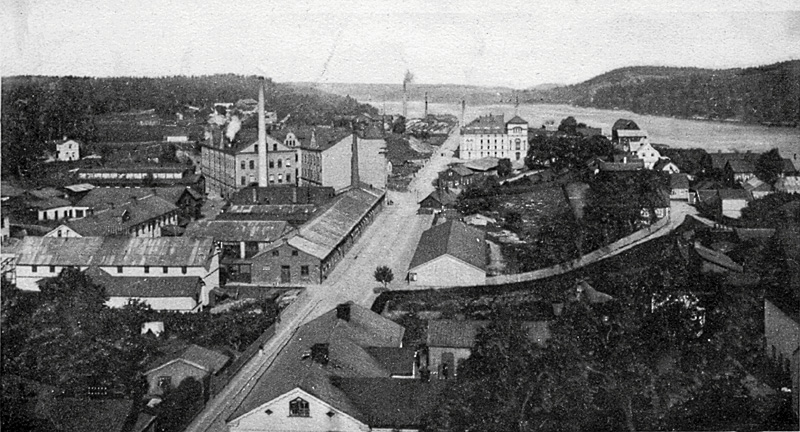
Storgatan med Snäckviken och Mälarehamnen
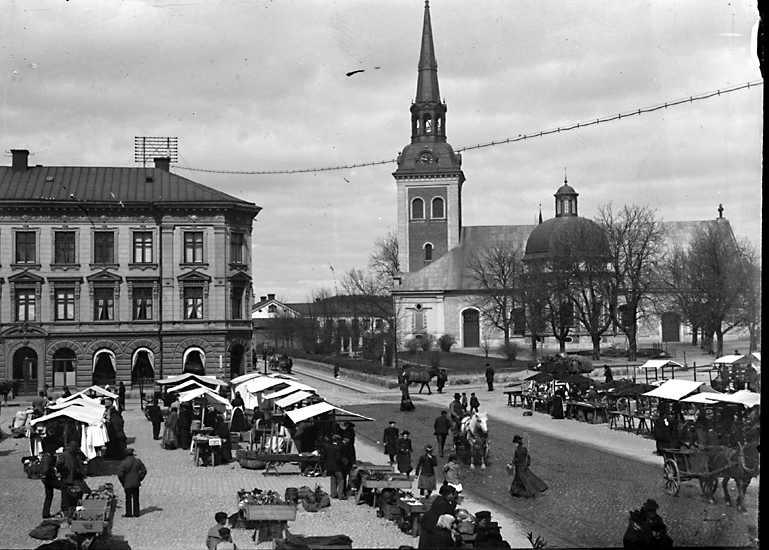
Storgatan korsar Stora Torget en marknadsdag 1902
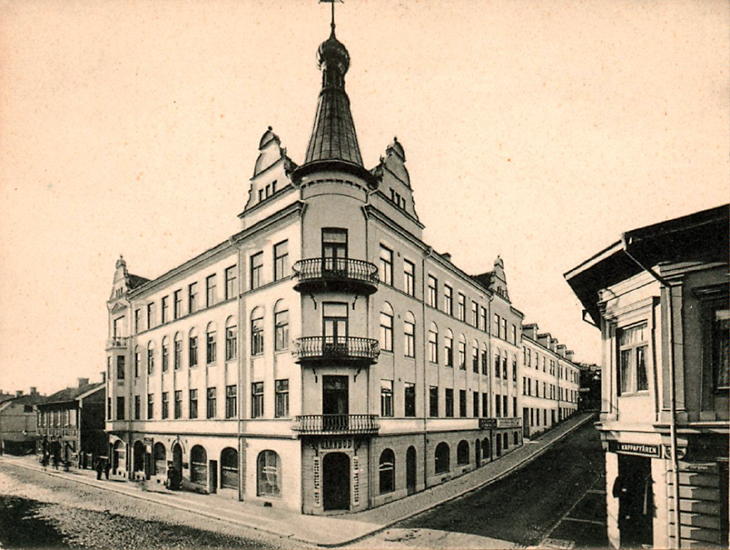
Storgatans korsning med Sankta Ragnhildsgatan, kvarteret Kometen. Foto från 1900-talets tidiga del
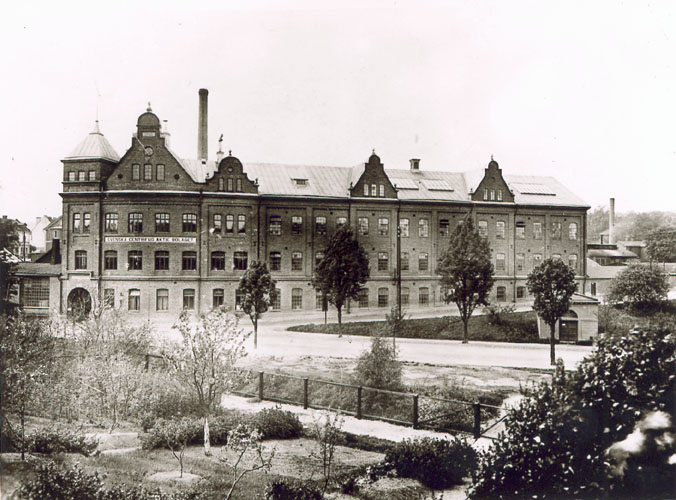
Storgatans norra del med Svenska Centrifugs huvudbyggnad i bakgrunden
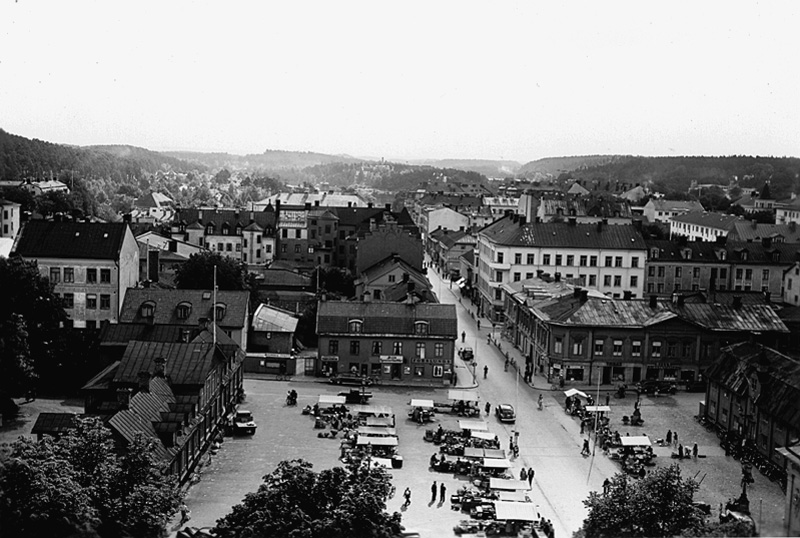
Vy över Storgatan söderut från kyrktornet 1948-1949

### Citysaneringen

#### Inledande planer för Citysaneringen

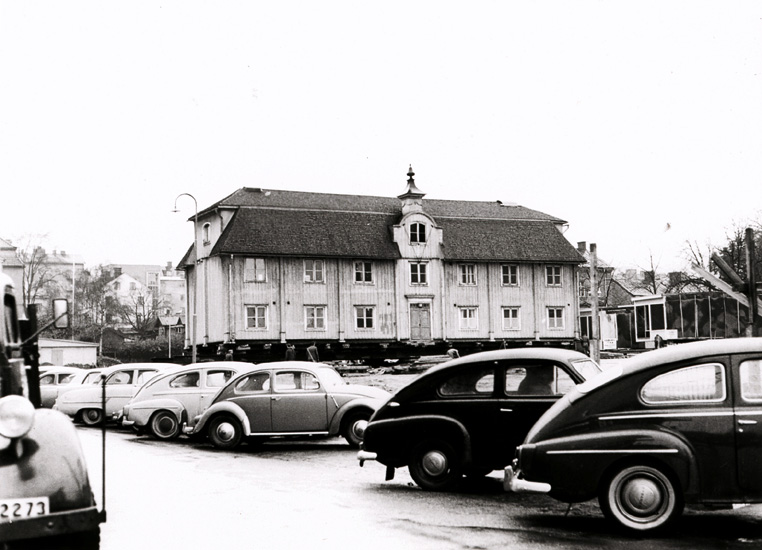
Som förberedelse inför Citysaneringen flyttades Södertälje rådhus från sin ursprungliga plats

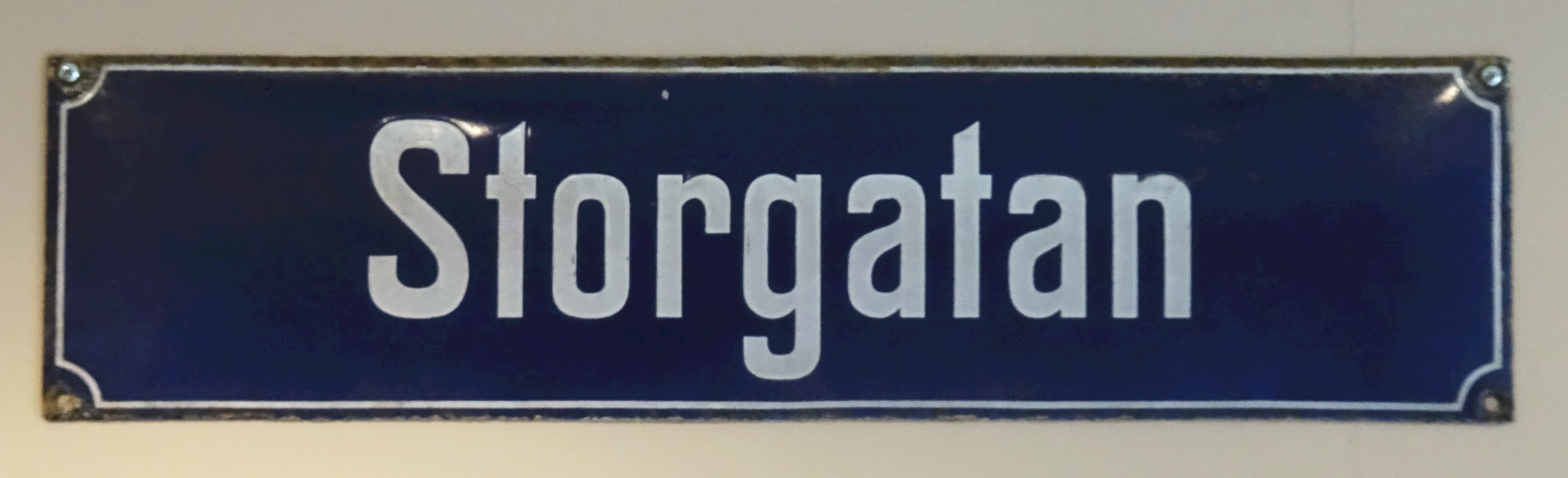
Gatuskylt utställd på Stadsmuseet på Torekällberget

Vid 1950-talet ansågs inte längre förhållandena i stadskärnan ändamålsenliga och moderna. Prognoser för befolkningsutvecklingen i Södertälje stad indikerade ett invånarantal på omkring 80 000 personer 1990, jämfört med cirka 25 000 år 1950.
Ett första utkast till ny plan för området lades fram av stadsplanekontoret 1952, vilket reviderades 1956. Vid tiden var Storgatan en del av Riksettan, vilken idag motsvaras av E4, och därmed starkt trafikerad. Stadens köpmän förespråkade att fortsätta leda trafiken igenom stadskärnan, vilket ställdes mot att minska trafiken med en led förbi staden. En motorväg utanför stadskärnan började slutligen byggas, vilken ledde trafiken över kanalen via en ny bro. Trafiken längs Storgatan minskade kraftigt från dess invigning 1965.
Vid ytterligare en modifiering av planen för stadskärnan 1959 ökades volymerna på varuhallarna enligt amerikansk modell. Planen innebar en total rivning av kåkbebyggelsen i kvarteren på Storgatans östra sida och punktsaneringar på den västra. De fyra kvarteren Karlavagnen, Vega, Polstjärnan och Neptunus slogs i och med förslaget ihop till två. Förändringarna av stadskärnan under denna period benämns Citysaneringen.

#### Reviderade planer och nybyggnation i flera kvarter
De första byggena som kan anses vara inom ramen för Citysaneringen var Kopparhuset invigt 1959 och Domusvaruhuset som öppnade 1961, båda på Storgatans västra sida.
Planförslaget från 1959 bearbetades ytterligare, och butiksytor och parkeringsmöjligheter utökades. På Storgatans östra sida projekterades två stora huskroppar med butiker i två våningar och en höghusdel med lägenheter ovanpå. Butiksägare i husen längs Storgatan som skulle rivas fick driva sina verksamheter i tillfälliga baracker på Stora Torget innan de kunde flytta tillbaka till nybyggda lokaler.
1957 utlystes en tävling om förslag till nytt rådhus och förvaltningsbyggnad längs Storgatan invid Stora Torget, på den gamla rådhusbyggnadens plats, då den gamla rådhusbyggnaden från 1735 och rådhusflygeln från 1921 inte längre var stora nog för stadens förvaltning. 13 november 1962 flyttades den gamla rådhusbyggnaden från sin plats väster om Storgatan där det stått sedan 1735 och placerades tillfälligt på Västra Kanalgatan. 31 januari 1963 inleddes bygget av nya rådhuset på platsen. Byggnaden ligger direkt mot Storgatan, och upptar den del av Stora Torget som tidigare låg väster om gatan. Nya rådhuset invigdes 22 januari 1965. Det gamla rådhuset flyttades tillbaka till Stora Torget 1982, nu på andra sidan Storgatan.
Under vintern 1963 kom rivningarna igång ordentligt. Storgatan försågs med plank mot fyra tidigare kvarter längs dess östra sida, där merparten av byggnationen föregick. Under 1964 och 1965 gjordes fyra tidigare kvarter om till två, med varuhus i markplan och höghus ovanpå. Varuhuset Kringlan invigdes 25 mars 1965. I den angränsande varuhusbyggnaden Tellus 2 invigd 3 juni 1965 var EPA/Åhléns den största hyresgästen, med specialbutiker runt omkring.
Flera de äldre husen i kvarteren längs Storgatan revs inte, utan bevarades och flyttades istället till Torekällberget som blev stadsmuseum.
I och med rivningarna av kvarter och flyttar av hus öster om Storgatan breddades den från 12 till 18 meter på avsnittet mellan Stora Torget och Ekdahlsgatan.
Under Citysaneringen anlades Köpmangatan som parallellgata till Storgatan. Trafik kunde omledas till Köpmangatan och Nygatan, och i samband med högertrafikomläggningen 1967 blev Storgatan gågata från Ekdahlsgatan till Stora Torget.

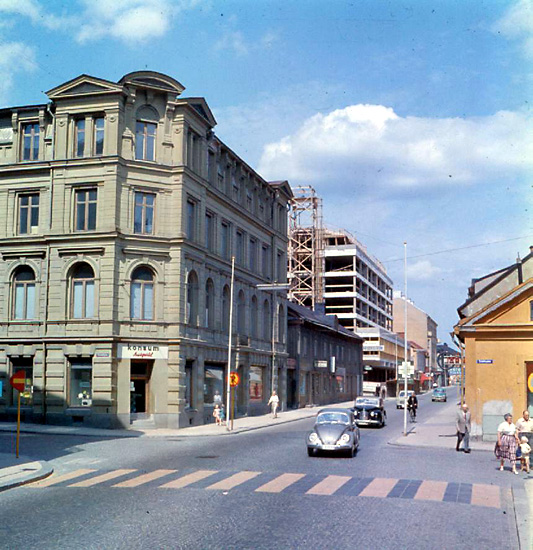
Holmbergska huset som ersattes av Domus/Telgehuset. Kopparhuset under uppförande i bakgrunden
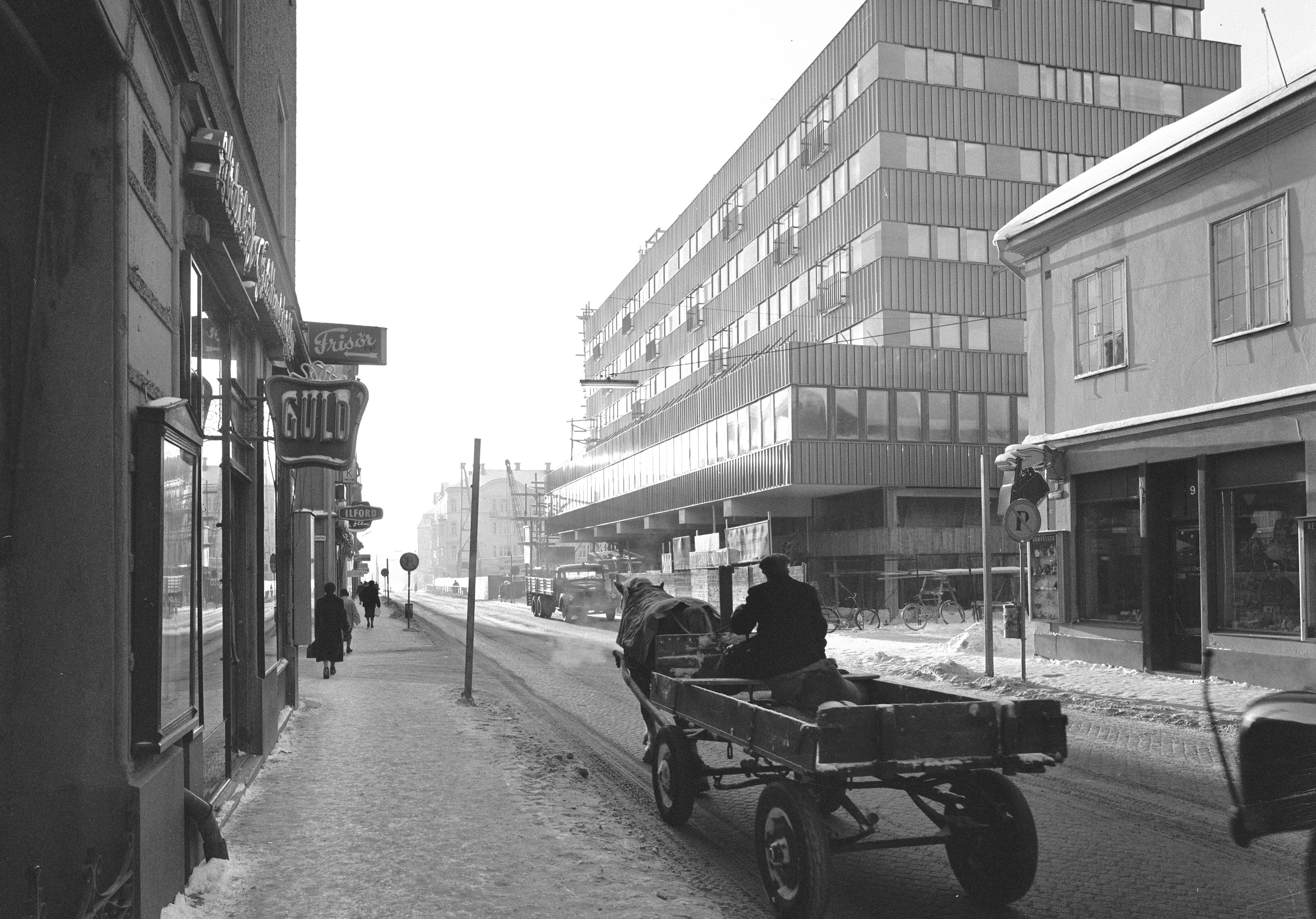
Kopparhuset färdigbyggt och arbete inför Domusvaruhuset 1959
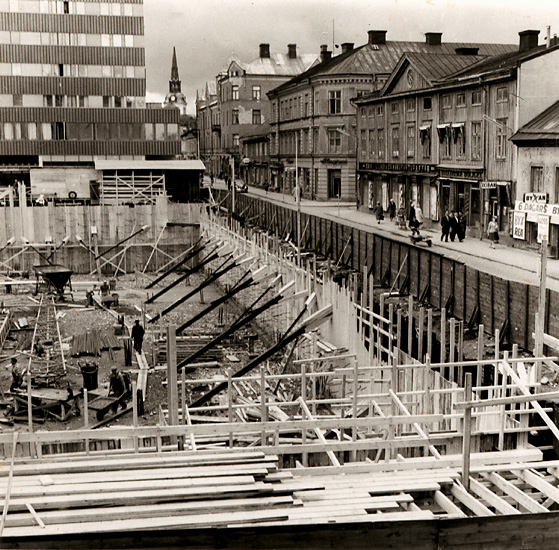
Domusvaruhuset byggs 1961
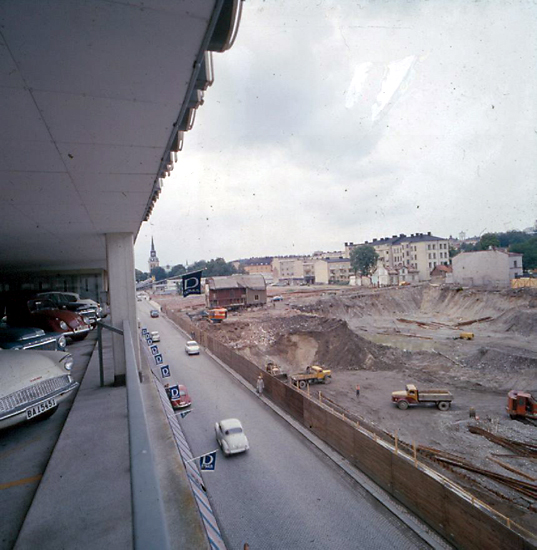
Storgatan ca 1963 med stor grop inför byggnation av Varuhuset Kringlan och EPA/Åhléns
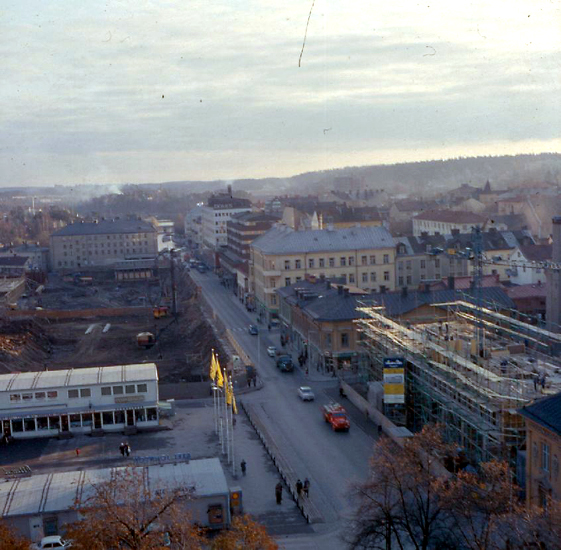
Tingshuset, Varuhuset Kringlan och EPA/Åhléns under uppförande omkring 1963
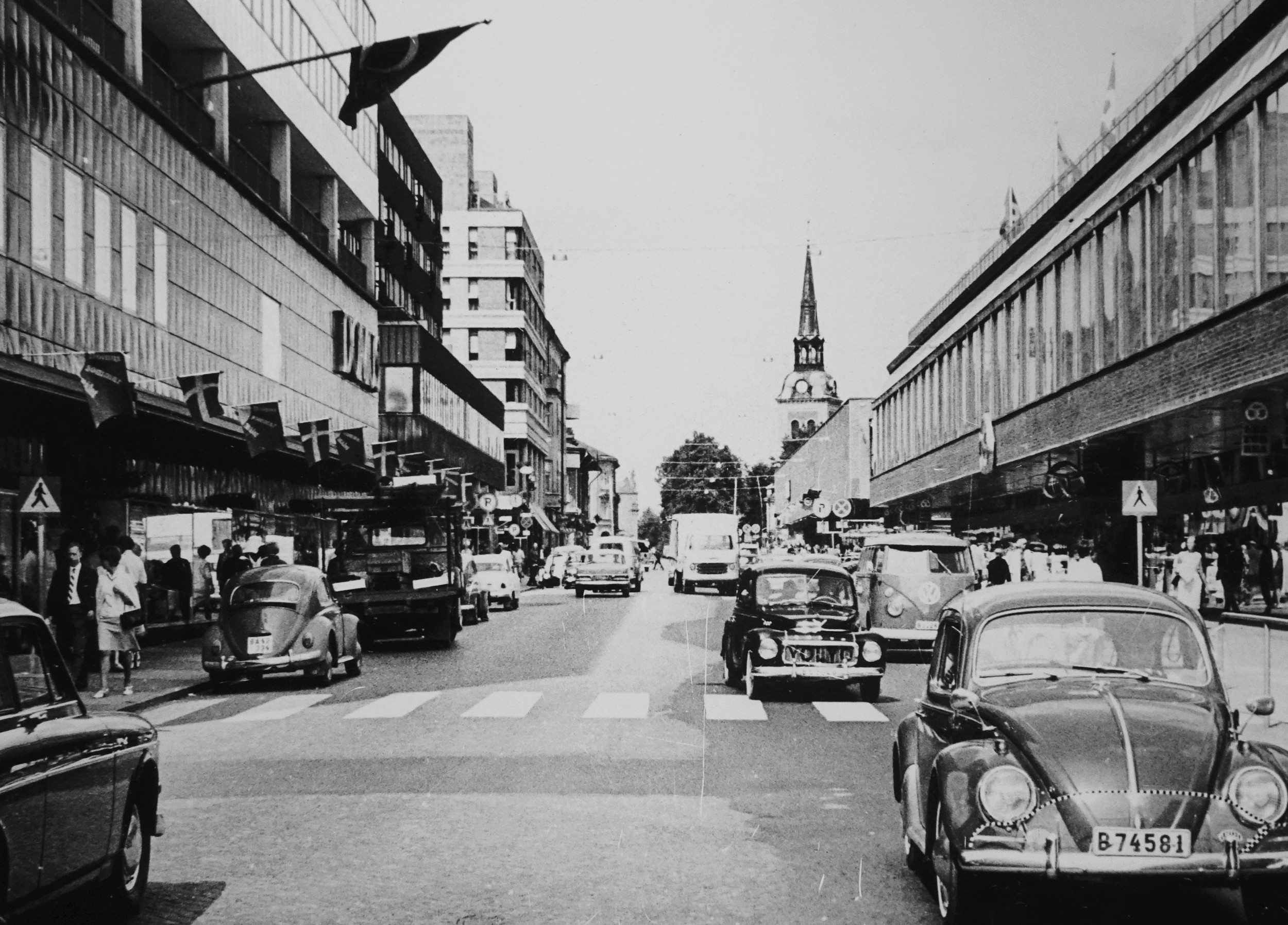
Storgatan någon gång 1965-1967, efter öppnande av Varuhuset Kringlan men innan den blev bilfri gågata

#### Lunakvarteret
Vid 1970-talets början projekterades rivning av vissa äldre byggnader i kvarteret Luna samt inbyggnad av S:t Ragnhildsgatan mellan Storgatan och Nygatan. Luna är det sista bygget som kopplas till Citysaneringen av Södertäljes stadskärna. Rivning inför uppförandet av Luna påbörjades hösten 1973, och byggnationen inleddes 1976. I juni 1977 hade Luna nått taknivå, och Lunagallerian öppnade 1978. Hösten 2019 upptäcktes omfattande fuktskador i samtliga kontorsbyggnader i fastigheten Luna 8. Kommunfullmäktige fattade därefter ett inriktningsbeslut att riva hela komplexet, och återgå till det tidigare rutnätsformade gatunätet med ej överbyggda stadskvarter. Lunagallerian planeras att rivas i början av 2024.

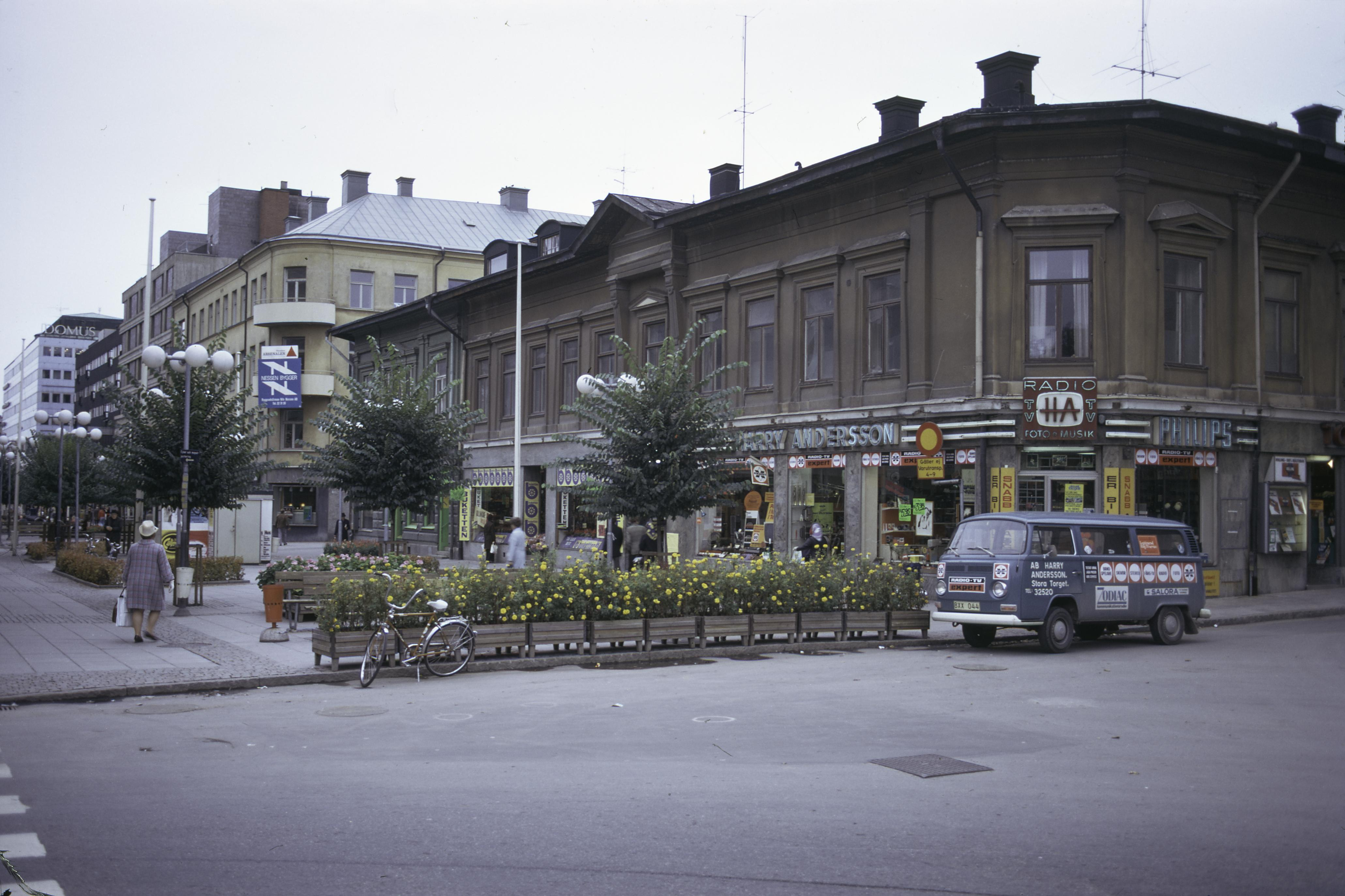
Storgatan 1973, innan uppförande av Lunagallerian. Kvarteret Luna närmast i bild. Domus, Kopparhuset och Metrohuset redan byggda
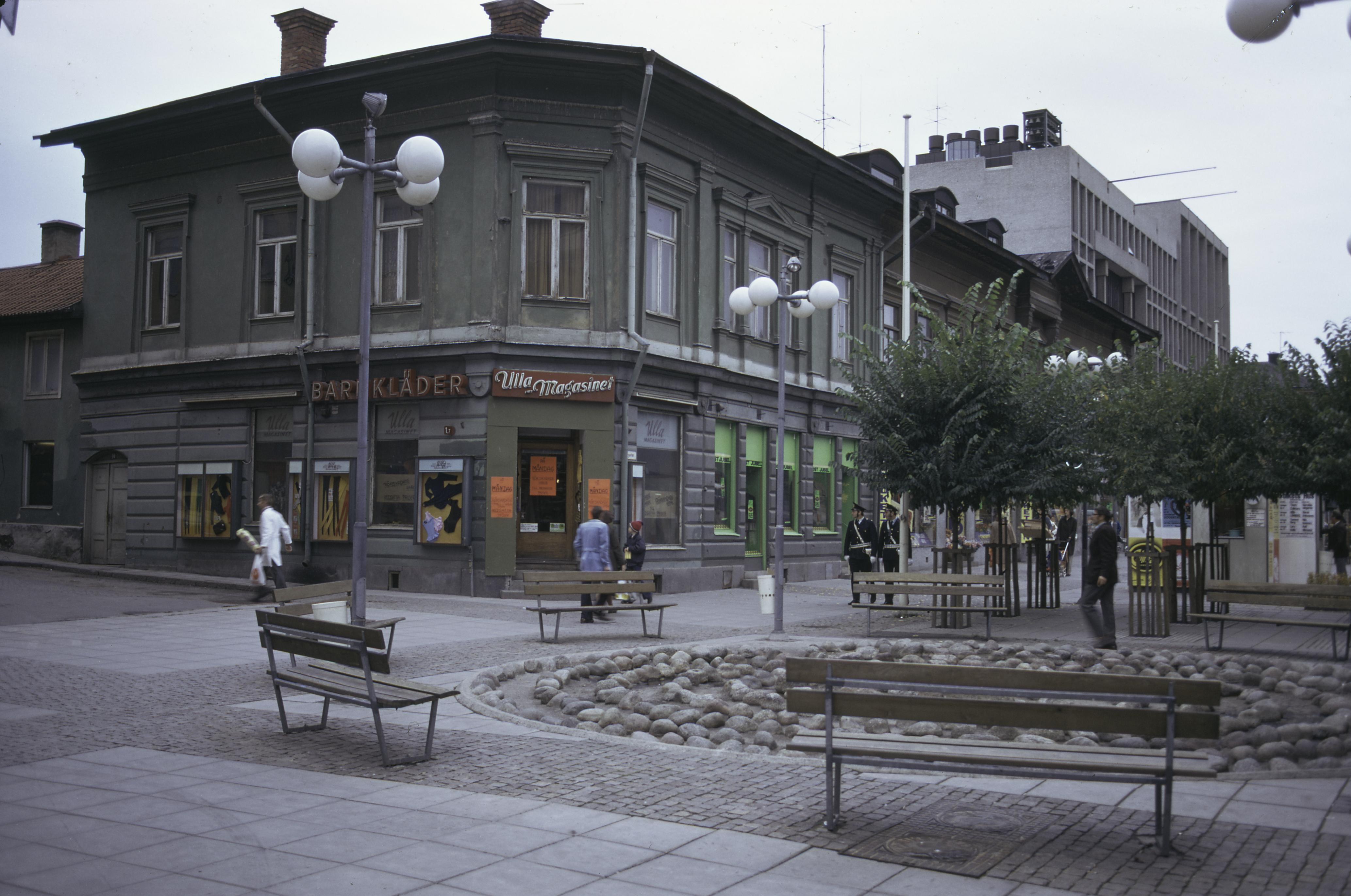
Norra delen av kvarteret Luna 1973, innan rivning för Lunagallerian. Södertälje tingshus i bakgrunden
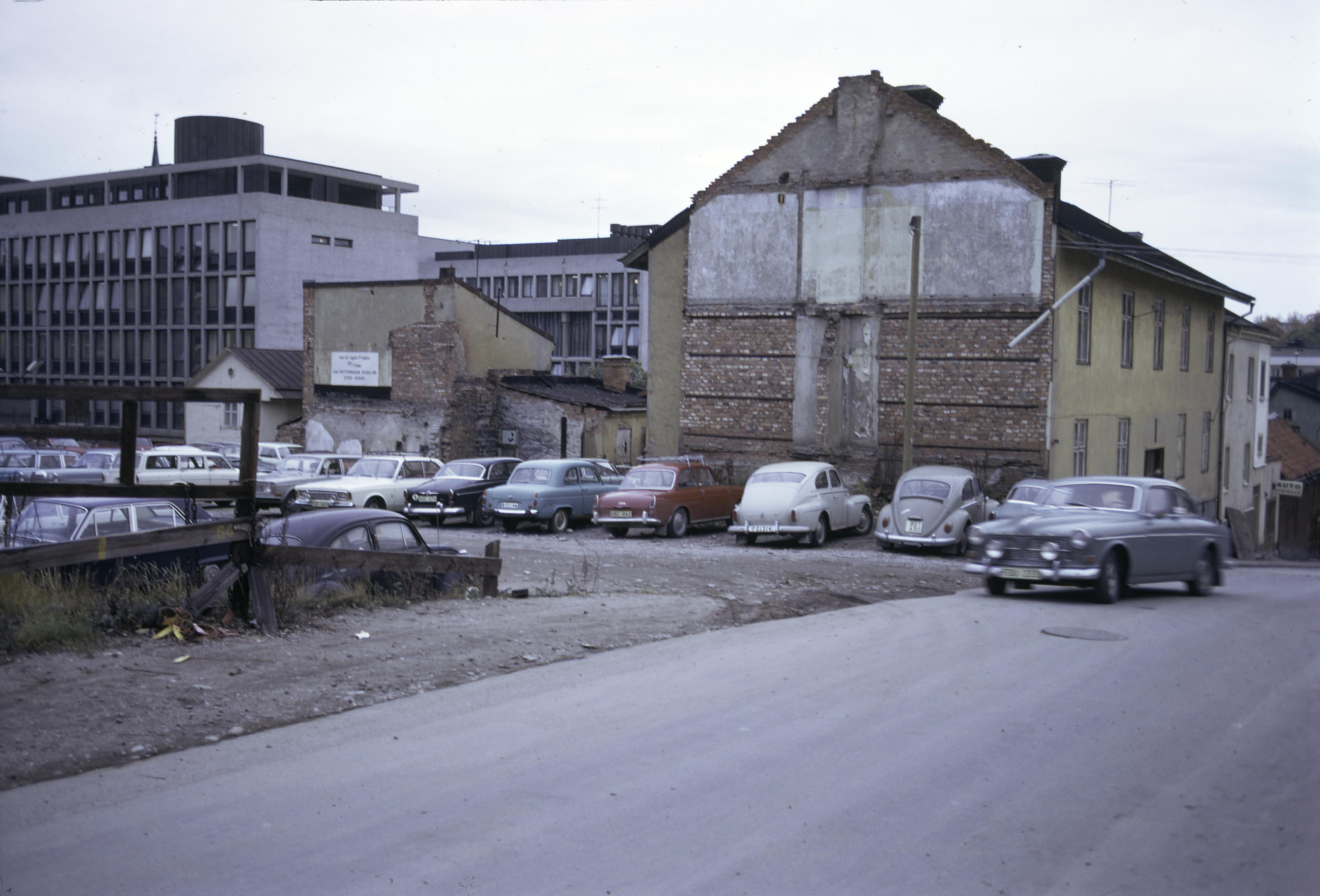
Rivningshus i kvarteret Luna sett från Nygatan 1973. Tingshuset i bakgrunden
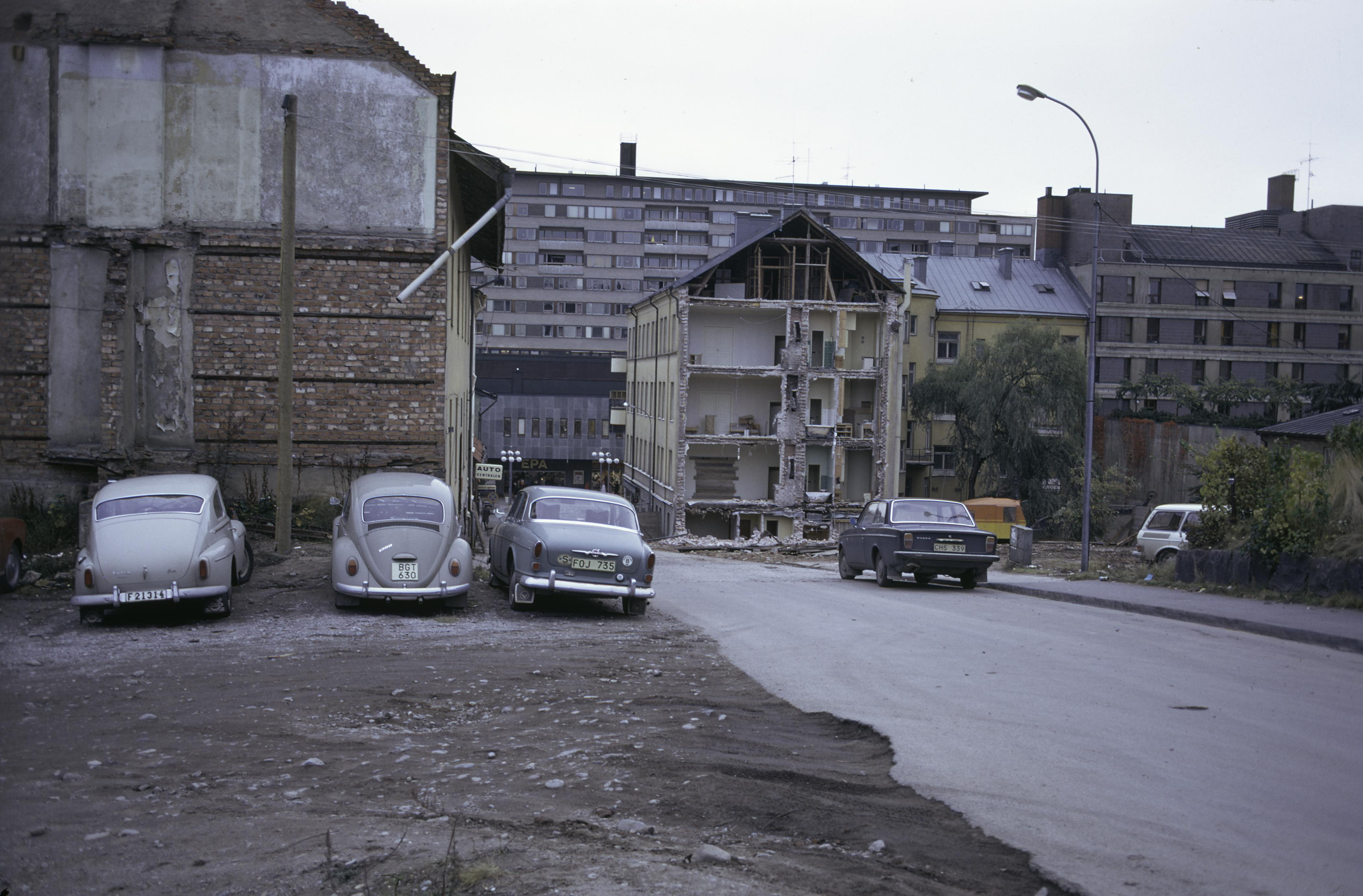
Rivning i kvarteret Luna 1973 sett från Nygatan. EPA/Åhléns rakt fram. Metro- och SEB-huset syns till höger

### Från 1980 till nutid

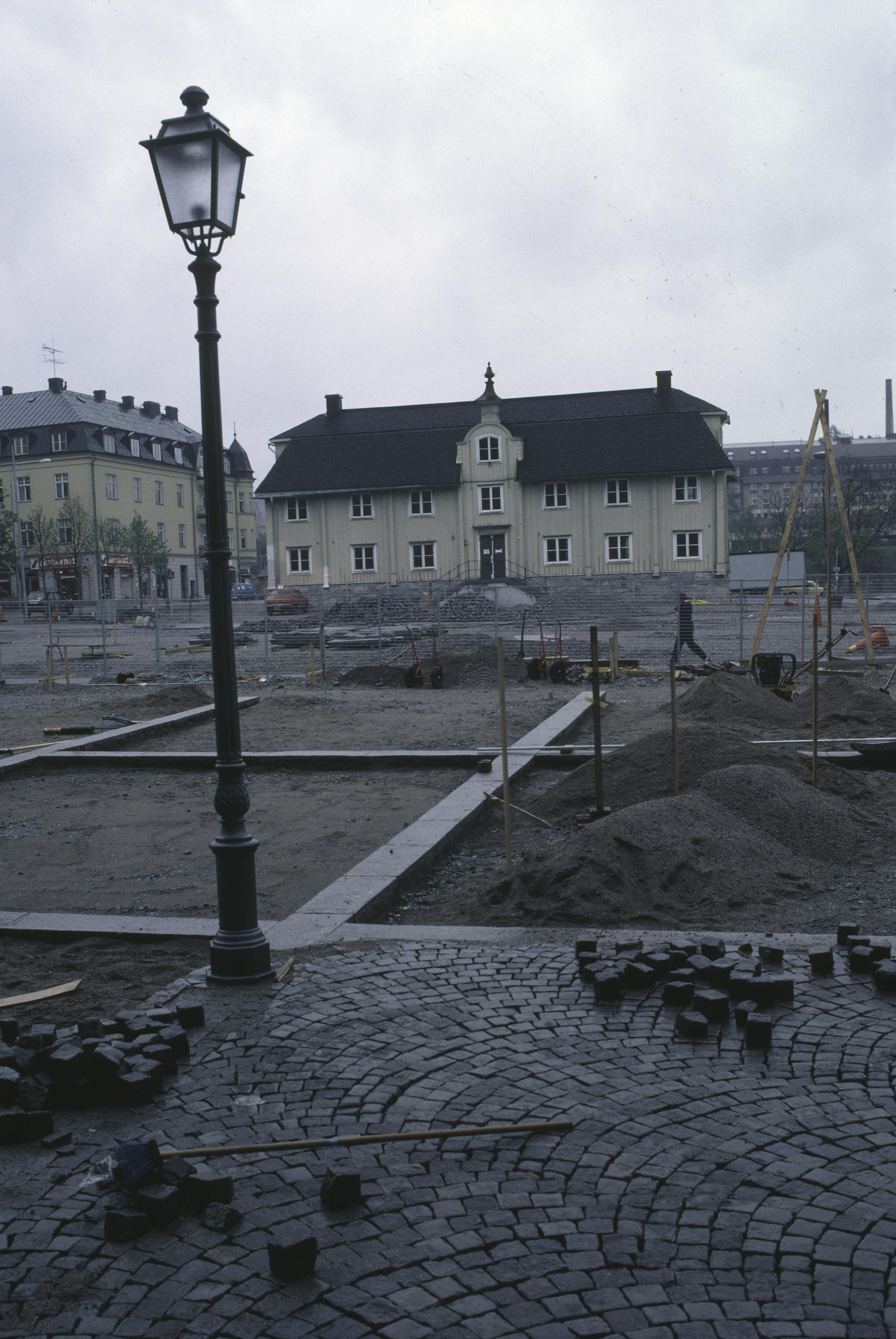
Rådhuset återflyttat till Stora Torget och hela torget inklusive Storgatans korsande del stenläggs 1983

Det gamla rådhuset flyttades tillbaka till Stora Torget 1982. Från att tidigare ha legat längs Storgatans västra sida placerades det nu istället på den östra.
1983 stenlades delen av Storgatan som löper över Stora Torget, vilka bildade en förlängning av den stenläggning med plattor och smågatsten som redan fanns på den del av gatan som blev gågata i samband med högertrafikomläggningen.
Från 2006 byggdes den sista delen av Sankta Ragnhildsgatan mot Storgatan in, och Lunagallerian fick entré direkt från Storgatan.
På 2010-talet uppfördes bostadshus på tomter i Storgatans nordligaste del som tidigare använts till parkering.
Hösten 2019 upptäcktes omfattande fuktskador i samtliga kontorsbyggnader i fastigheten Luna 8. Kommunfullmäktige fattade därefter ett inriktningsbeslut att riva hela Lunagallerian och återgå till det tidigare rutnätsformade gatunätet där Sankta Ragnhildsgatan inte är överbyggd och har öppen anslutning från Storgatan. Lunagallerian planeras att rivas i början av 2024.
Lokalerna som tidigare var läkemedelsföretaget Astras huvudkontor gjordes om till hotell med restaurangverksamhet och barer. Hotellet Ad Astra by Elite invigdes 2022.
 

## Byggnader i urval

### Olof Palmes Plats till Rådhusgatan
- Saturnus 5 på Storgatan 1 uppfördes av bokhandlare Axel Lundmark 1905-1907 och ritades av arkitekten Nils L Lundberg. Byggnaden har slätputsade gårdsfasader, och trapphus med blyspröjsade fönster. Lundmarks bokhandel fanns kvar i huset till 1965. Hörnlokalen inreddes ursprungligen för Stockholms Enskilda Bank. Länsmuseum ger byggnaden den kulturhistoriska graderingen röd som en särskilt viktig byggnad.[8]

- Castor 4 på Storgatan 2b ritades av Södertäljearkitekten Tore E:son Lindhberg. Byggnaden planerades redan på 1920-talet, men på grund av depressionen kom den inte att färdigställas innan 1939. I bottenvåningen etablerades Tempo som stadens första varuhus vid invigningen 1939. Utvecklingen från 1920-talets högkonjunktur till det kärvare ekonomiska läget i början av 1930-talet kan avläsas vid en jämförelse mellan de två fastigheterna i kvarteret Castor.[9]

- Jupiter 15 på Storgatan 3-5 uppfördes som ett Domusvaruhus, och inrymmer idag butiksgallerian Telgehuset samt ovanpåliggande kontor.[17] Den första byggnationen av ett renodlat varuhus i Södertäljes stadskärna var Domus.[44] 1958–1959 gjordes grundarbete inför uppförandet av varuhuset.[45] 1991 skedde en konvertering av Domushuset till butiksgalleria.[46]

- Tellus 5 på Storgatan 4 inrymmer Varuhuset Kringlan. Kringlan var det tredje varuhuset som uppfördes staden, och var även störst för sin tid med sammanlagt 8400 m2 butiksyta och 400 parkeringsplatser. Arkitekter var 1965 Erik och Tore Ahlsén, med konstnärlig utsmyckning av Bo Ahlsén och Lars Abrahamsson. Ovanför varuhusdelen finns en höghusdel med bostäder. Länsmuseum ger byggnaden den kulturhistoriska graderingen röd som en särskilt viktig byggnad.[20]

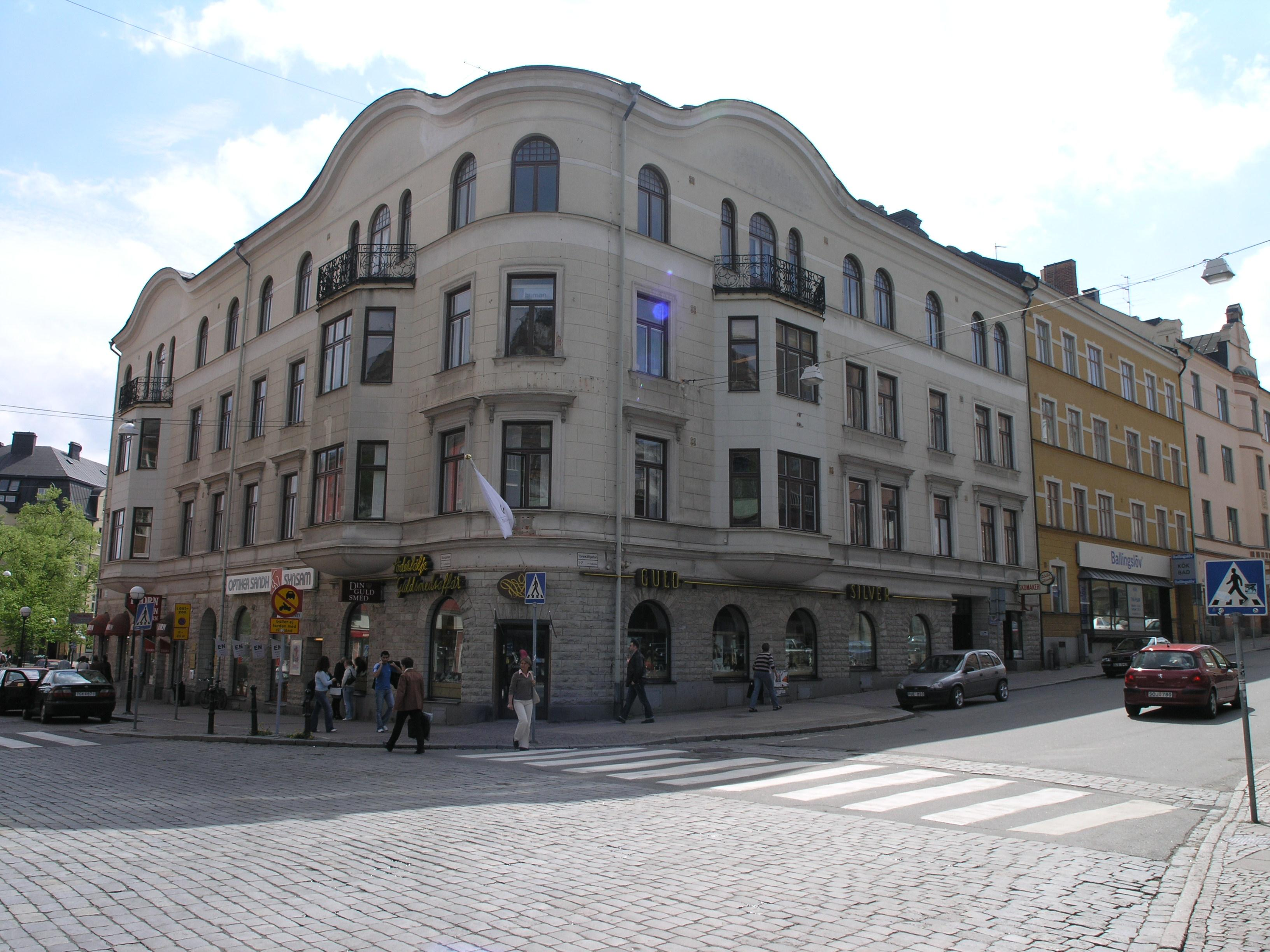
Jugendbyggnaden på Storgatan 1 uppfördes 1905-1907
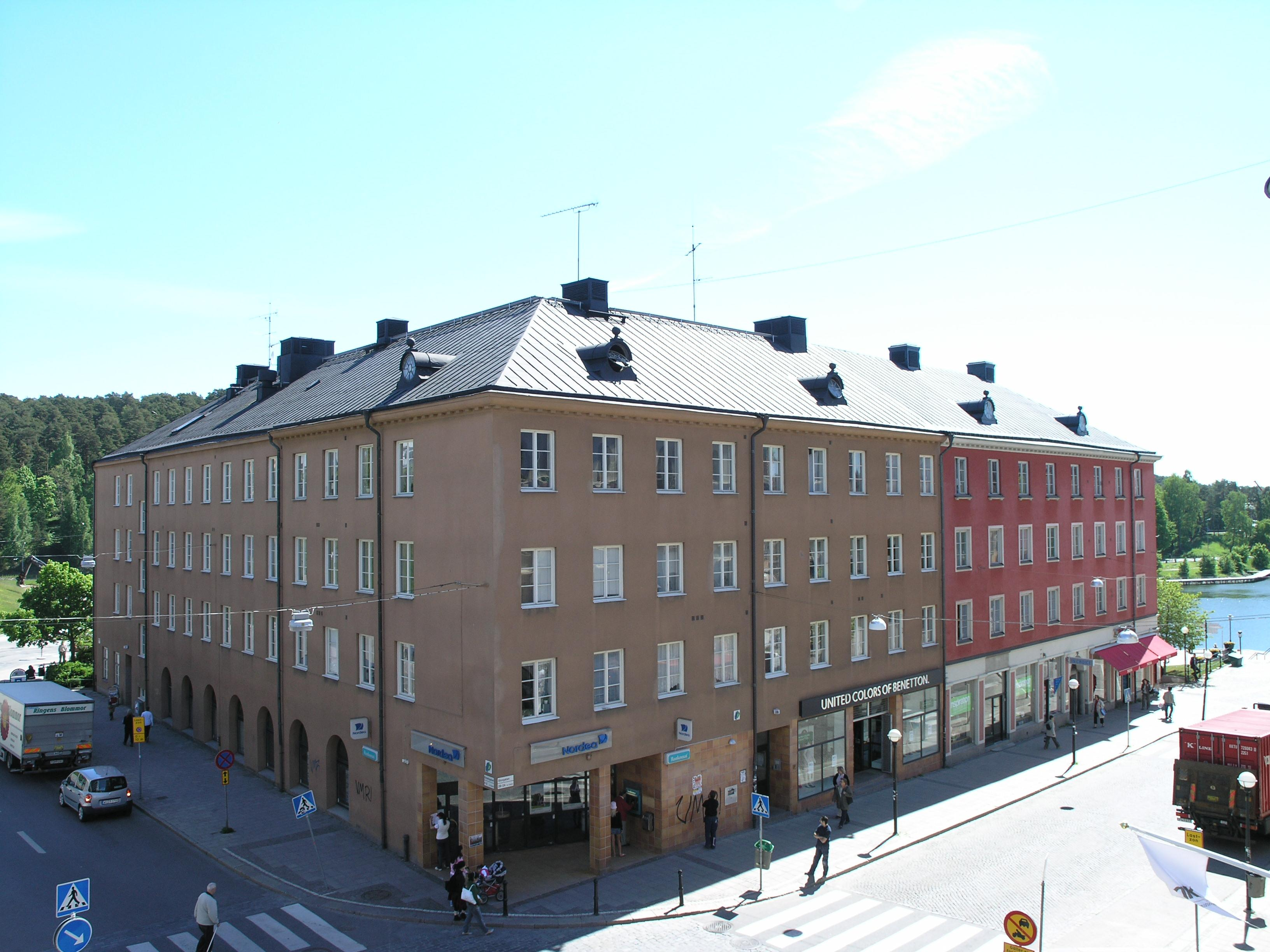
Byggnad i klassicistisk stil på Storgatan 2b, uppförd 1939
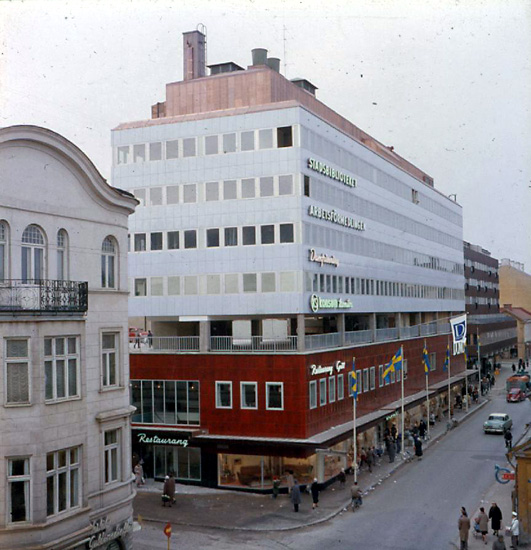
Domusvaruhuset, idag Telgehuset, fotograferat 1961
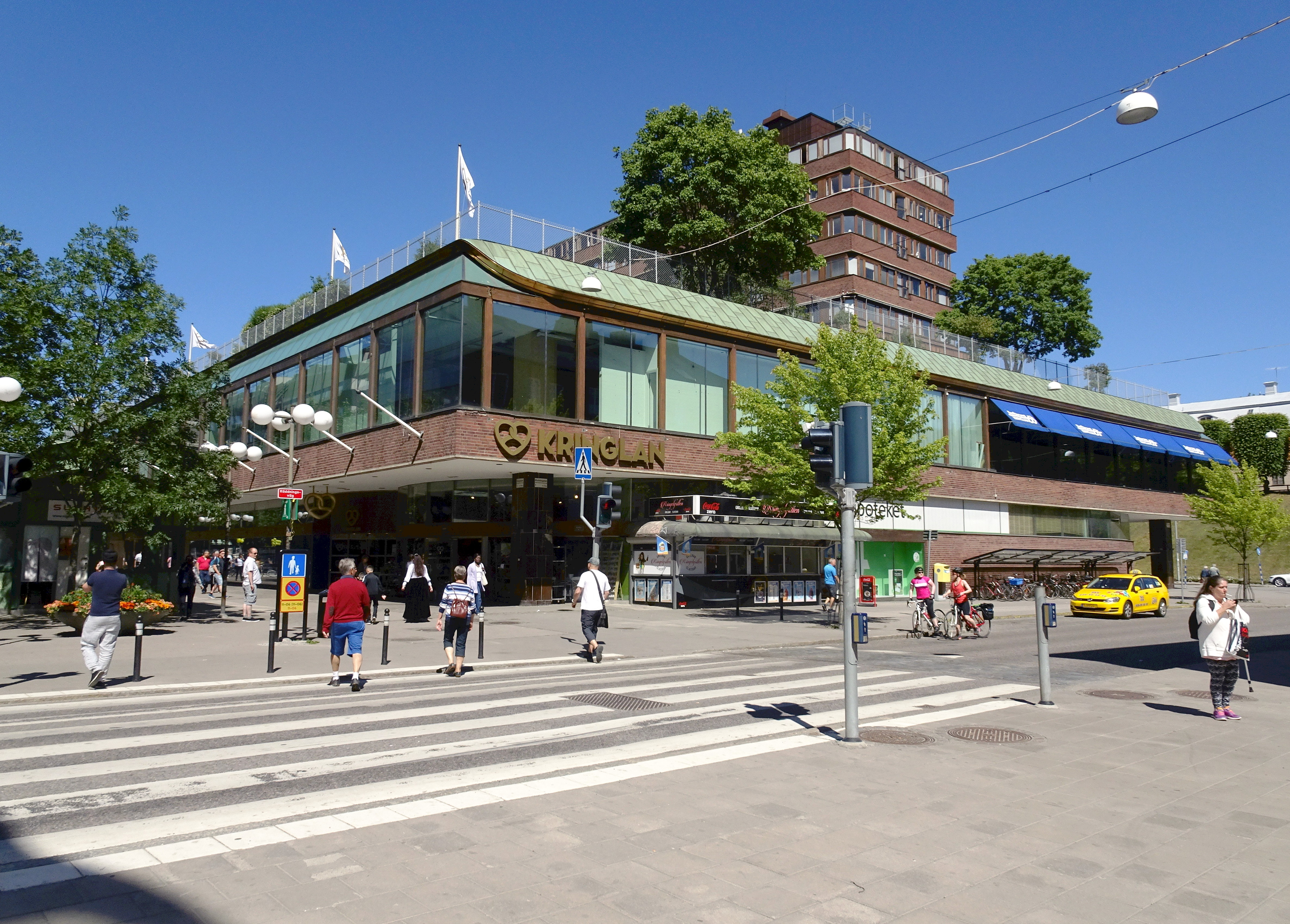
Varuhuset Kringlan 2017
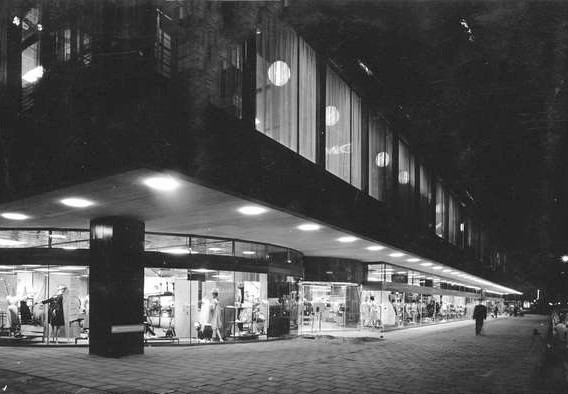
Varuhuset Kringlan med ursprunglig fönsterutformning

### Rådhusgatan till Stora Torget
- Luna 5 på Storgatan 7 var det första huset som uppfördes under citysaneringen av Södertäljes stadskärna, och stod klart 1959. Byggnaden var också den första som utrustades med arkad i bottenvåningen. Fasadbeklädnaden gör att byggnaden benämns Kopparhuset.[21]

- Luna 1 på Storgatan 9 uppfördes ursprungligen för Metros livsmedelsbutik i bottenvåningen. Ovanför finns en höghusdel som används för kontor. Efter sin ursprungliga användning kallas byggnaden Metrohuset. Arkitekten var Bengt Lindroos, och byggnaden har av Länsmuseum fått den kulturhistoriska graderingen röd som en särskilt viktig byggnad.[47]

- Luna 4 på Storgatan 11-13 uppfördes 1901 efter ritningar av arkitekten Nils L Lundberg, och är den enda byggnaden vid denna del av Storgatan som inte revs under Citysaneringen. Byggnaden har gavelröste och hörntorn. Fastigheten användes länge av Skandinaviska Enskilda Banken.[48]

- Tellus 4 på Storgatan 6 ritades av Fritz Voigt och uppfördes 1965. Långhusdelen uppfördes ursprungligen för varuhuset EPA och på taket placerades terrass och en påbyggd bostads- och kontorsdel om sju våningar. Byggnaden används som affärshus, bostadshus, kontor och garage.[18]

- Luna 8 med flera adresser på Storgatan uppfördes 1976-1979 och kan ses som den sista delen i Citysaneringen av Södertäljes stadskärna. Fastigheten inrymmer Lunagallerian med tillhörande kultur- och kontorshus. I samband med byggnationen blev en del av S:ta Ragnhildsgatan inomhusgata.[19]

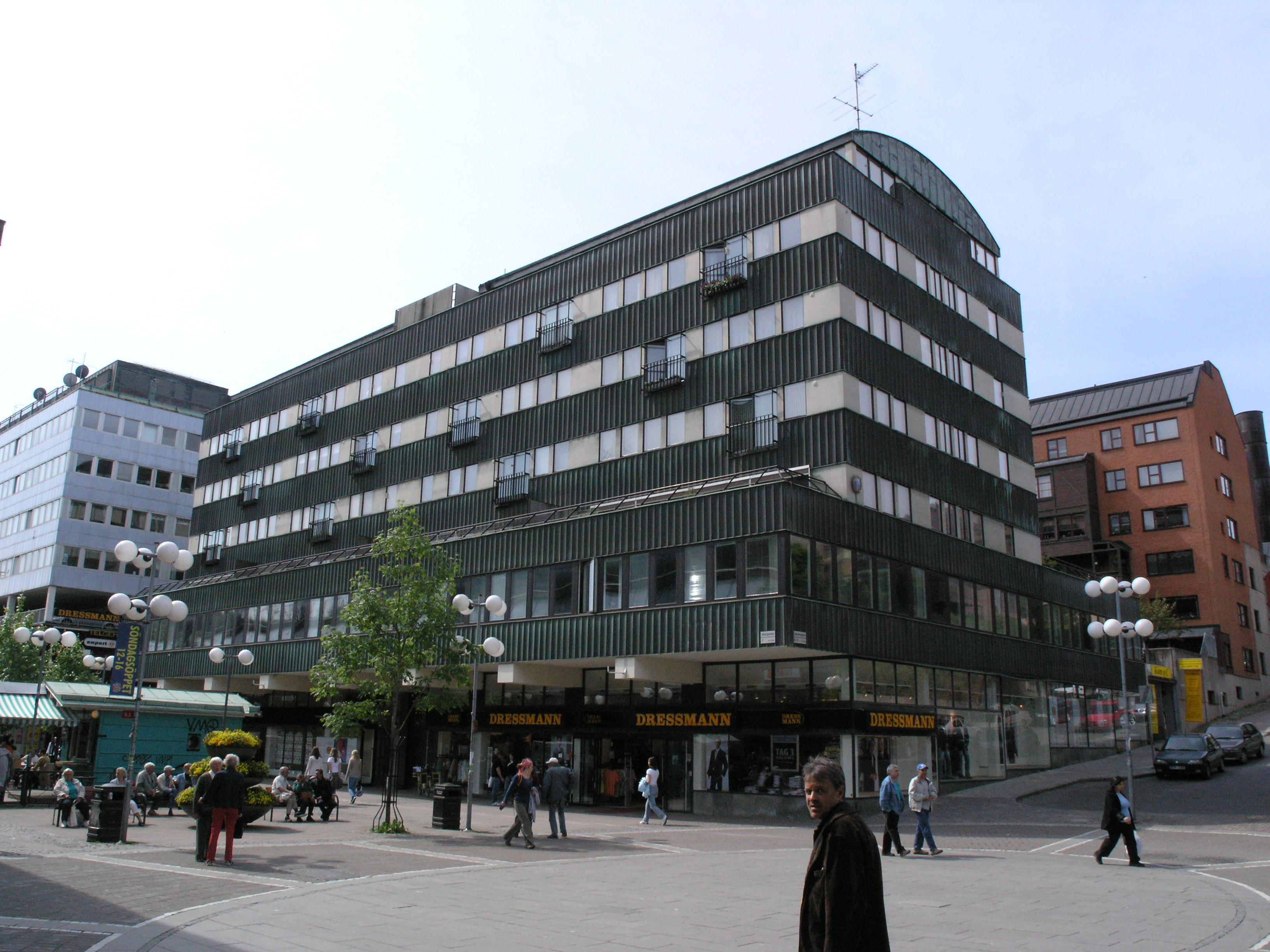
Kopparhuset stod klart 1959 och var det första huset som uppfördes under citysaneringen av Södertäljes stadskärna, foto från 2005
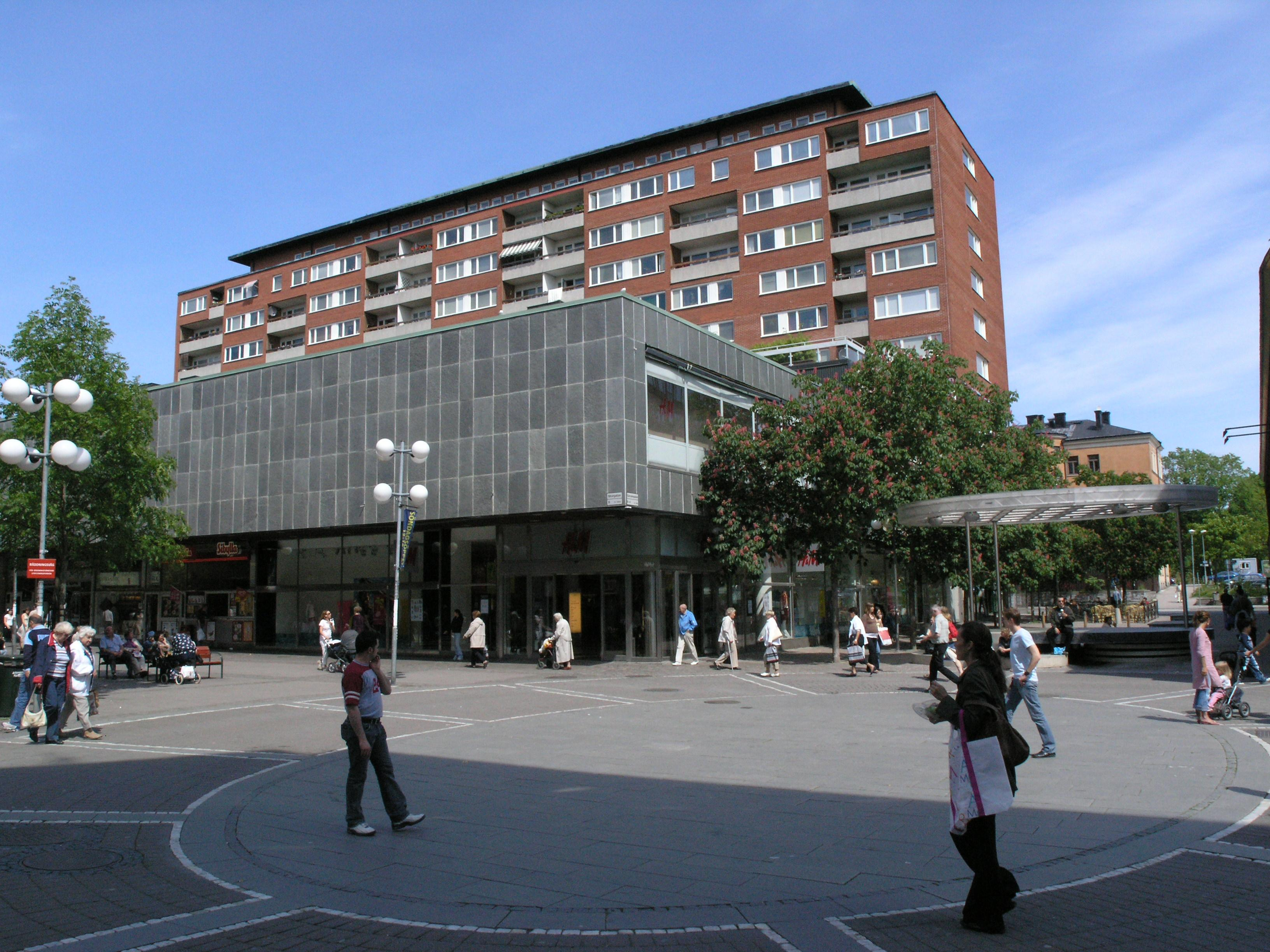
EPA/Åhléns har varit den huvudsakliga verksamheten i Tellus 4
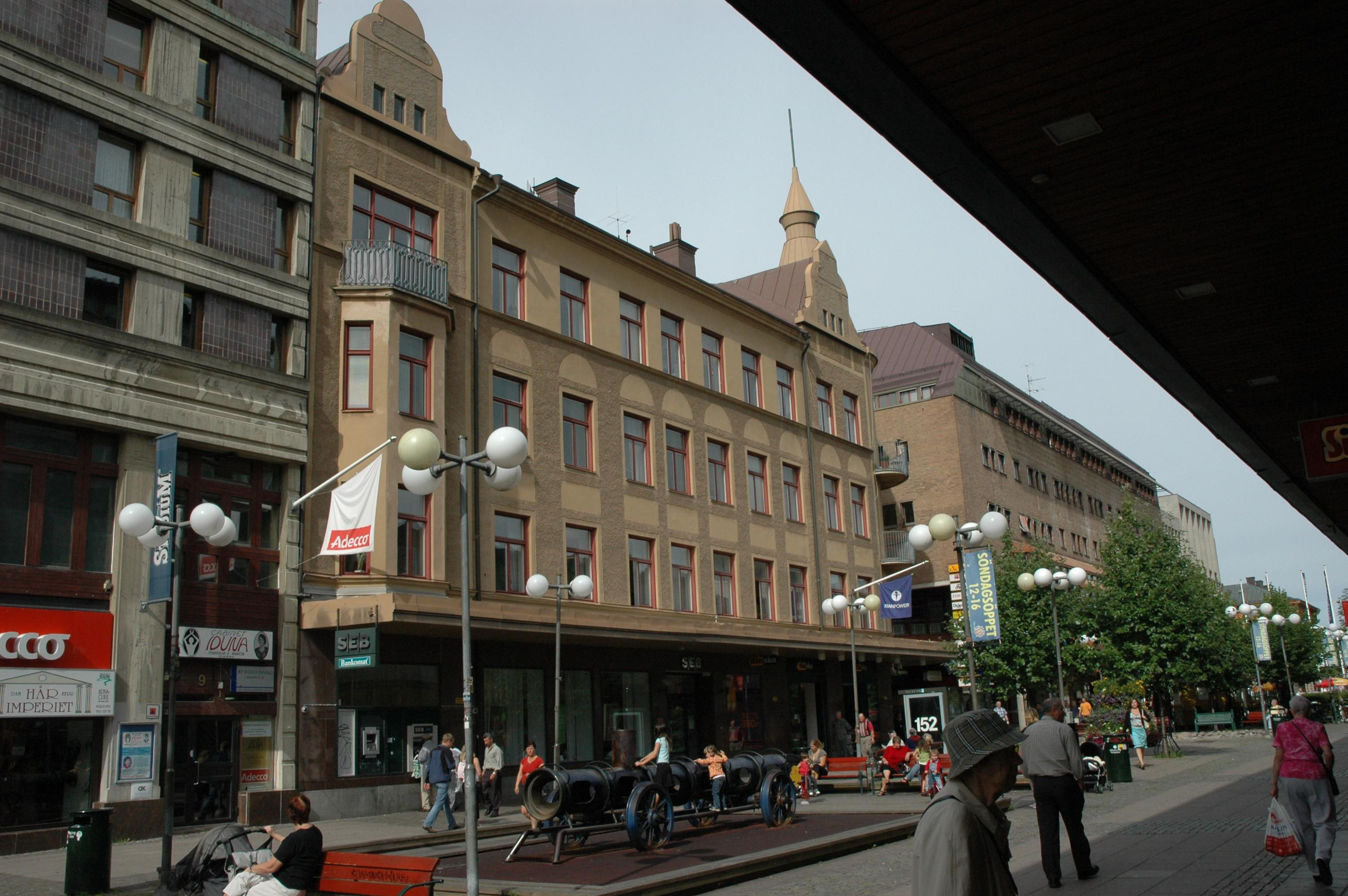
Byggnaden på Storgatan 11-13 uppfördes 1901 och har fungerat som bankpalats till SEB
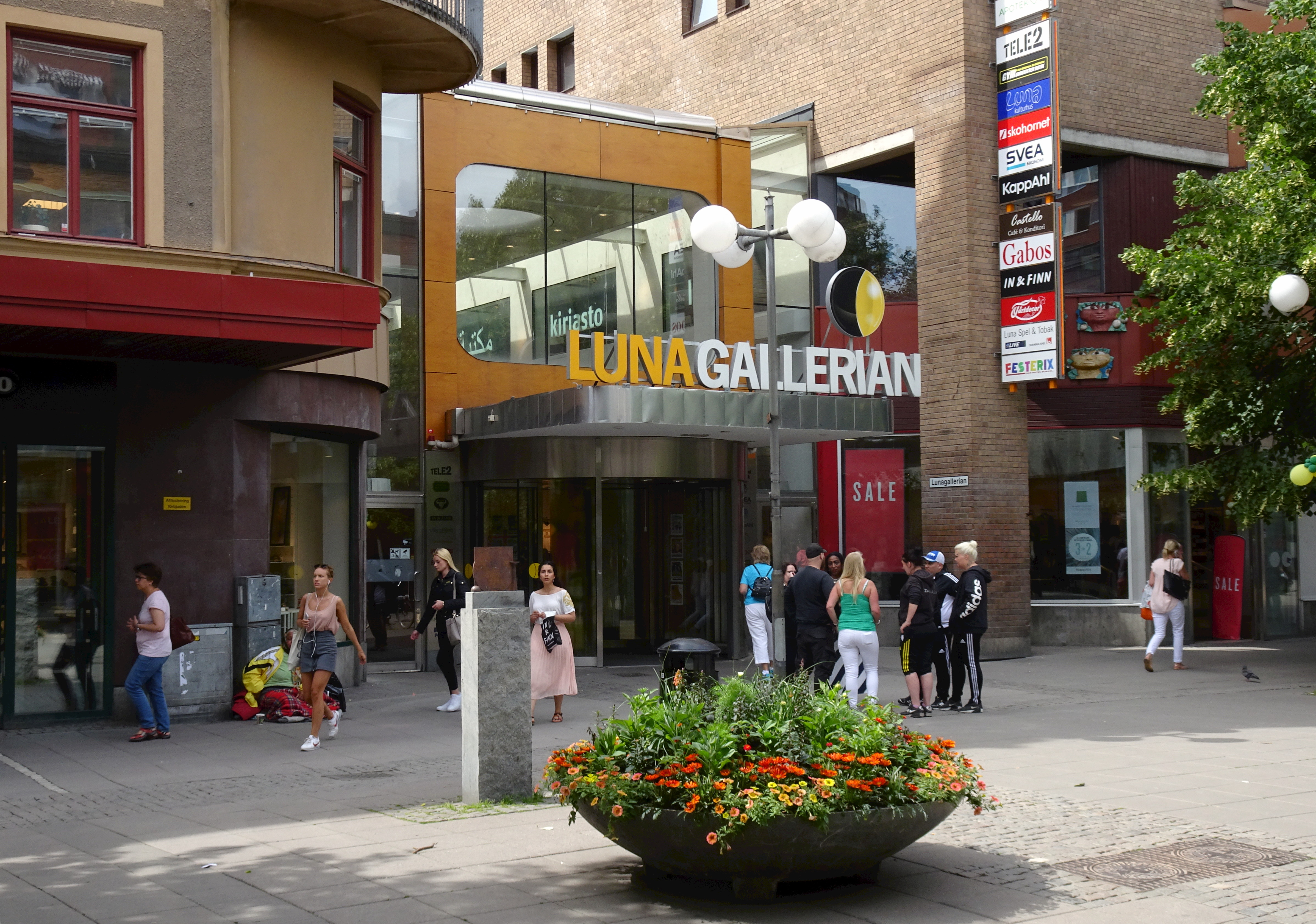
Entré till Lunagallerian 2017
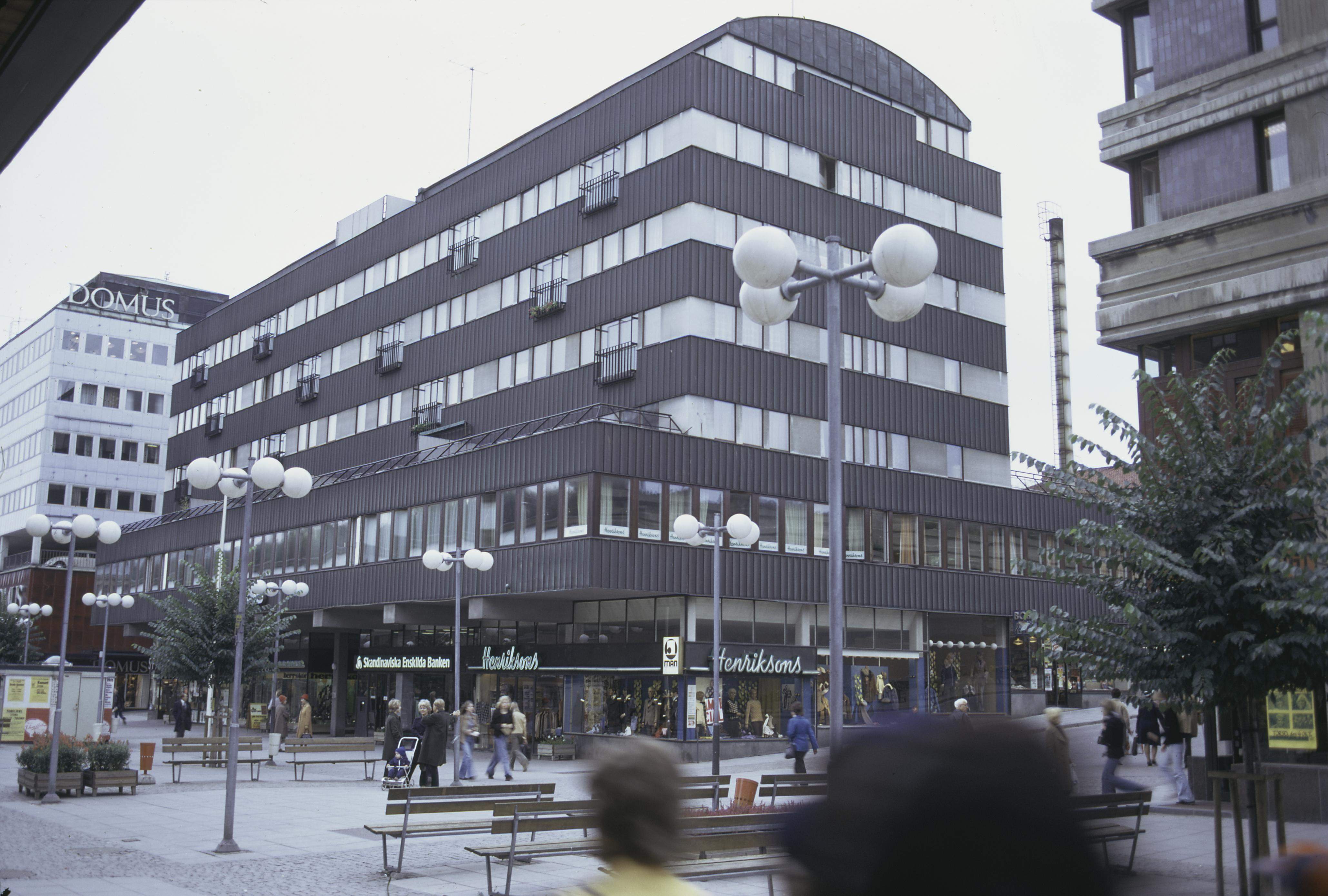
Kopparhuset och Storgatan fotograferat 1973

### Stora Torget till Turingelunden
- Södertälje tingshus, på Stora Torget uppfördes som nytt rådhus för stadsfullmäktige 1965. Det ritades av arkitekten Åke E. Lindqvist och fick fastighetsbeteckning Solen 7. Byggnaden inrymmer idag Södertälje tingsrätt. Sessionssalen fick dominant placering och blev arkitektoniskt bestämmande, vilket var vanligt vid tiden. Länsmuseum ger byggnaden den kulturhistoriska graderingen röd som en särskilt viktig byggnad.[22]

- Södertälje rådhus från 1734 är stadens äldsta icke-kyrkliga byggnad. Byggnaden har fastighetsbeteckning Tälje 1:33 och låg ursprungligen på Stora Torgets motsatta sida. Det uppfördes efter att ett tidigare rådhus förstörts under Rysshärjningarna, och innehåller vigselrum, servering och konstverksamhet. Byggnaden flyttas till torgets östra sida och ställdes på ny sockel 1982. För sitt samhällshistoriska och arkitektoniska värde har byggnaden fått röd kulturhistorisk gradering som en särskilt viktig byggnad av Länsmuseum.[13]

- Sankta Ragnhilds kyrka är stadens äldsta bevarade byggnad. De äldsta delarna byggdes på 1100-talet.[14] Under 1300-talet förlängdes den i östlig riktning och välvdes på 1400-talet.[49] Kyrkan breddades och förlängdes 1590–1615 samt gjordes treskeppig och fick ett absidformat kor.[49] Altaruppsatsen och predikstolen tillkom 1657 och 1657.[49] På södra sidan byggdes ett gravkor 1676.[49] Kyrkan var en av få byggnader som skonades under Rysshärjningarna 1719-1721, men stadsbranden 1881 förstörde en del av dess yttre.[14][50] Vid den efterföljande restaureringen fick kyrkan sin huvudsakliga nuvarande exteriör.[14][50] Kyrkan är döpt efter stadens skyddshelgon Sankta Ragnhild som efter vallfärder till Jerusalem och Rom skall ha begravts i Södertälje.[51] Den är huvudkyrka i Södertälje församling.[50]

- Tratten 9 på Storgatan 19 uppfördes 1887 och innehöll länge ett av stadens apotek, och benämns därför ibland Apotekshuset. Huset är i nyrenässansstil och uppfördes i ett sammanhang tillsammans med intilliggande fastigheter efter en brand i kvarteret under 1880-talet. Byggnaden har av Länsmuseet fått den kulturhistoriska graderingen röd som en särskilt viktig byggnad.[10]

- Tratten 8 på Storgatan 21 uppfördes 1887 och används som affärs- och bostadshus med restauranger och caféverksamhet. Byggnaderna i nedre delen av kvarteret Tratten uppfördes i ett sammanhang efter en brand i kvarteret under 1880-talet. Den har fasad i nyrenässansstil, och är ovanligt låg för en stenbyggnad. Precis som intilliggande Tratten 9 är denna byggnad rödklassad som särskilt viktig byggnad av Länsmuseum.[11]

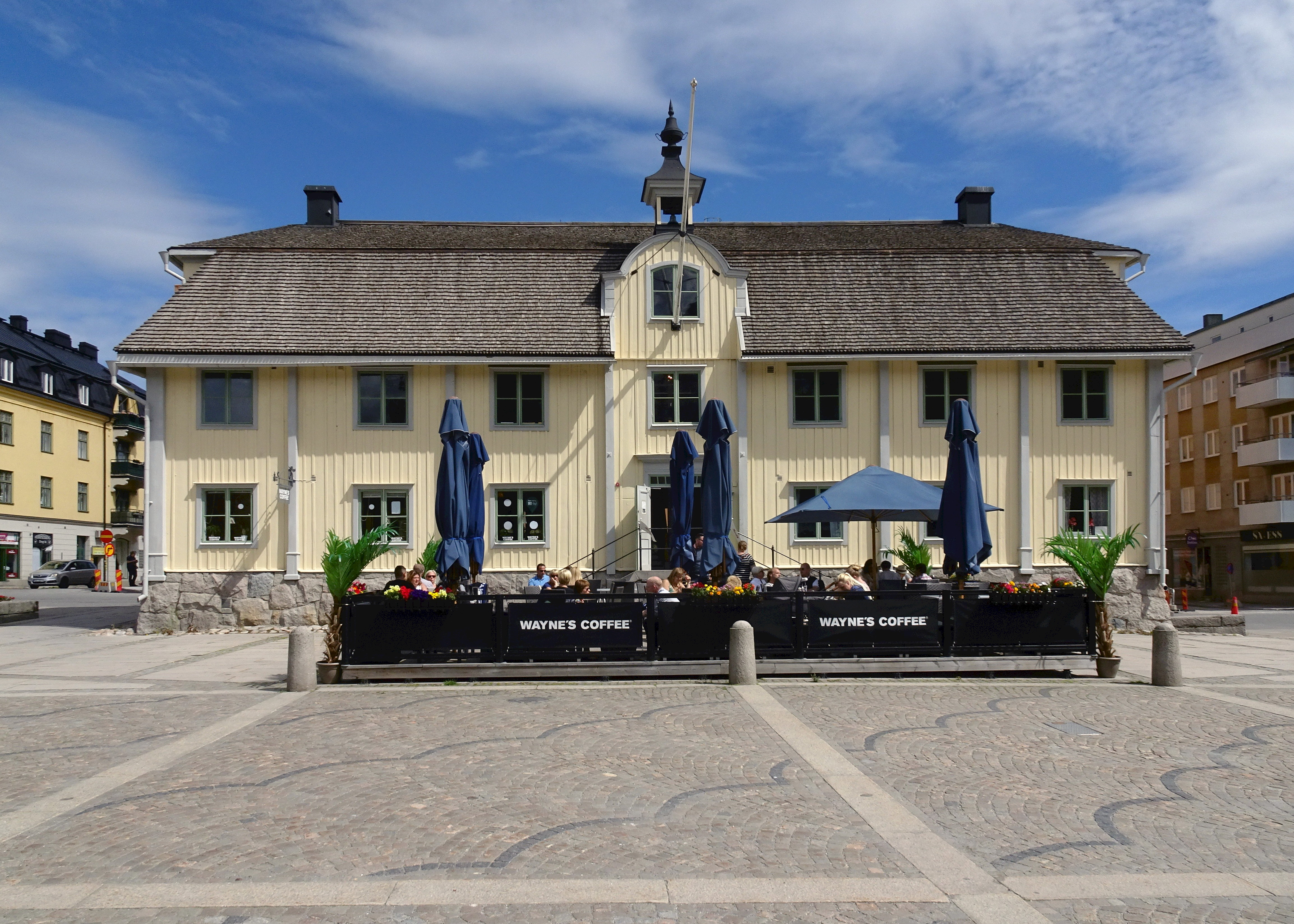
Södertälje rådhus från 1734 är stadens äldsta icke-kyrkliga byggnad
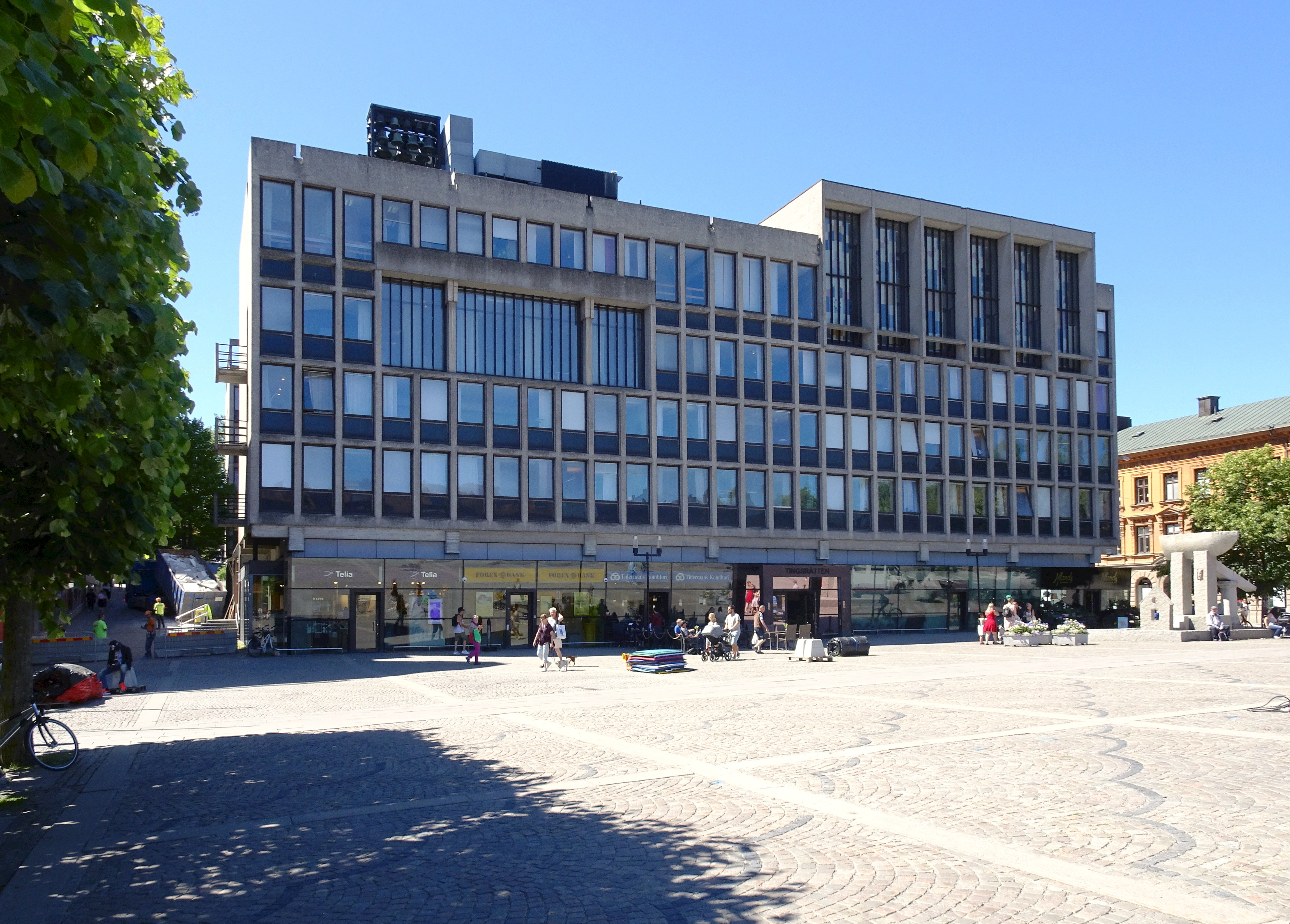
Södertälje tingshus från 1965, fotograferat 2017
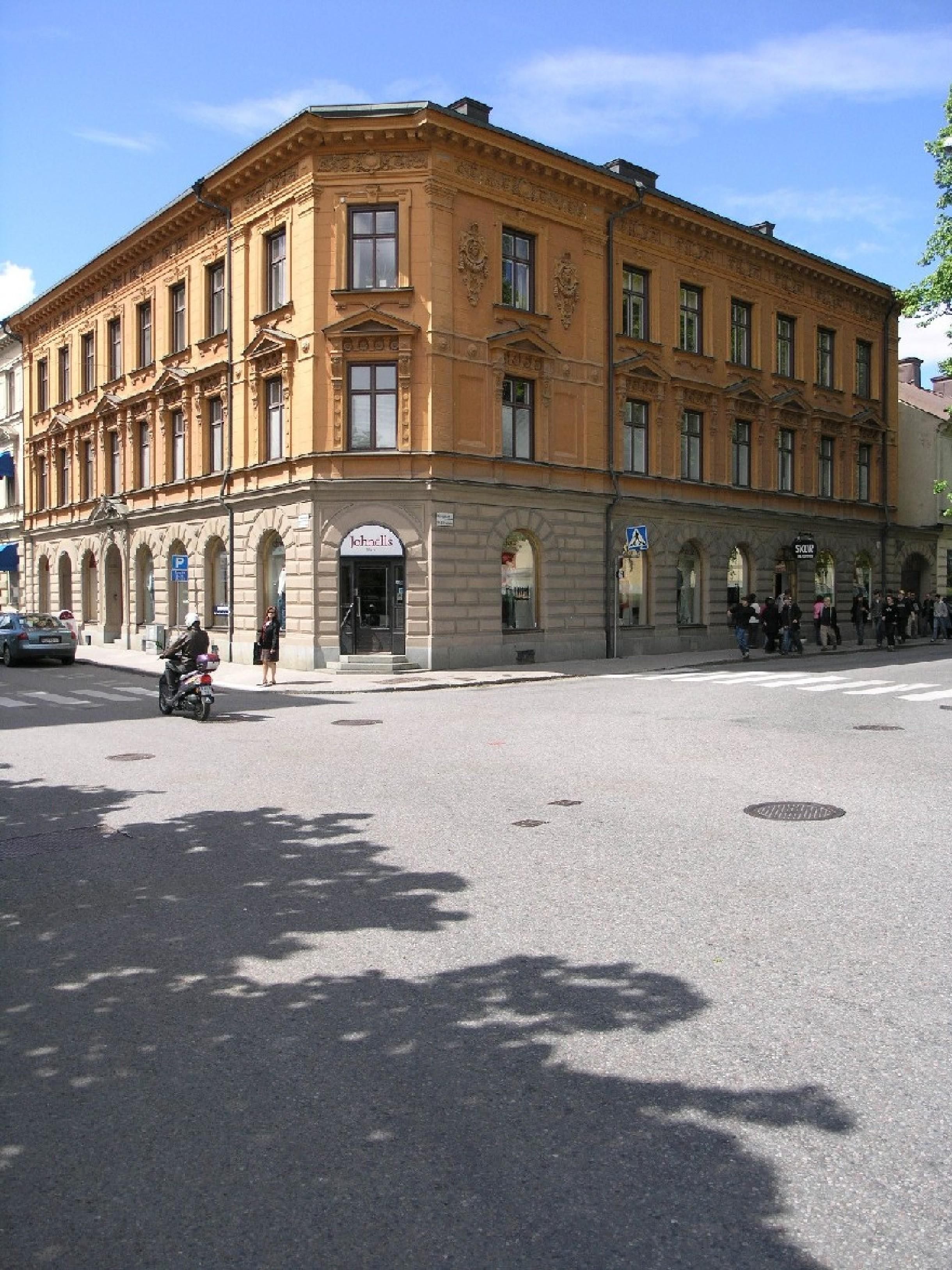
Byggnad på Storgatan 19 invigd 1887
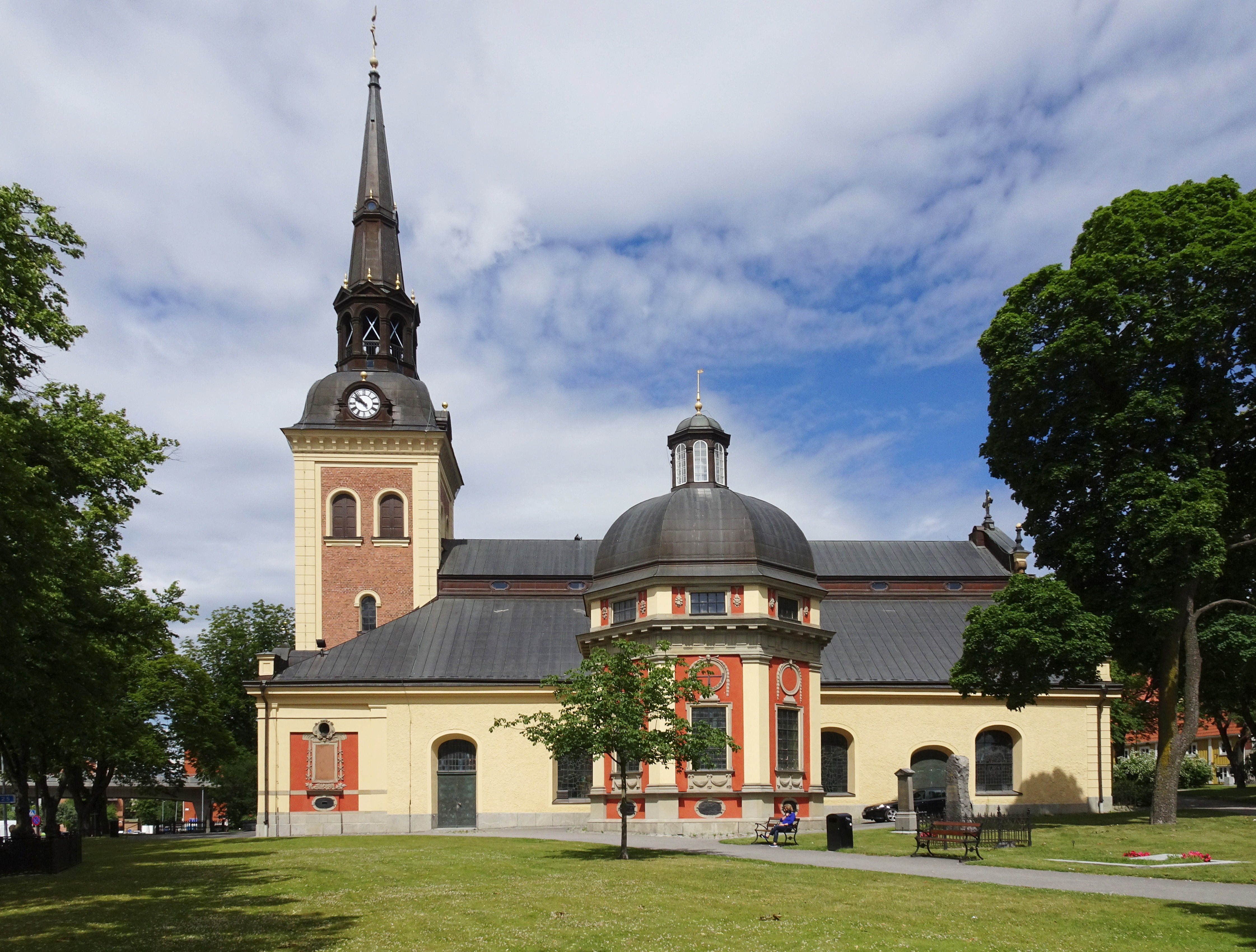
Sankta Ragnhilds kyrka från 1100-talet, fotograferad 2017
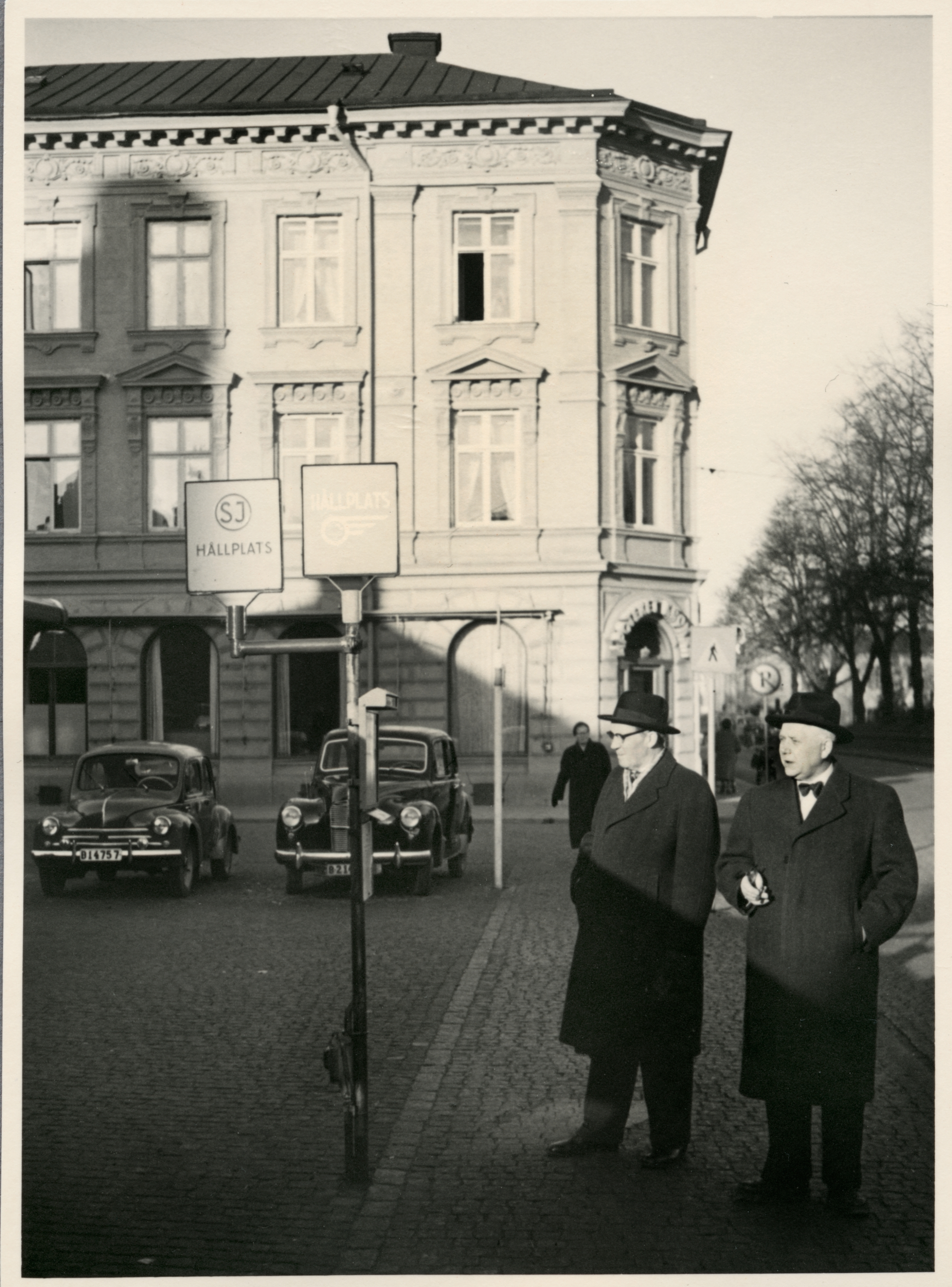
Storgatan 19 och busshållplats, 1950-tal
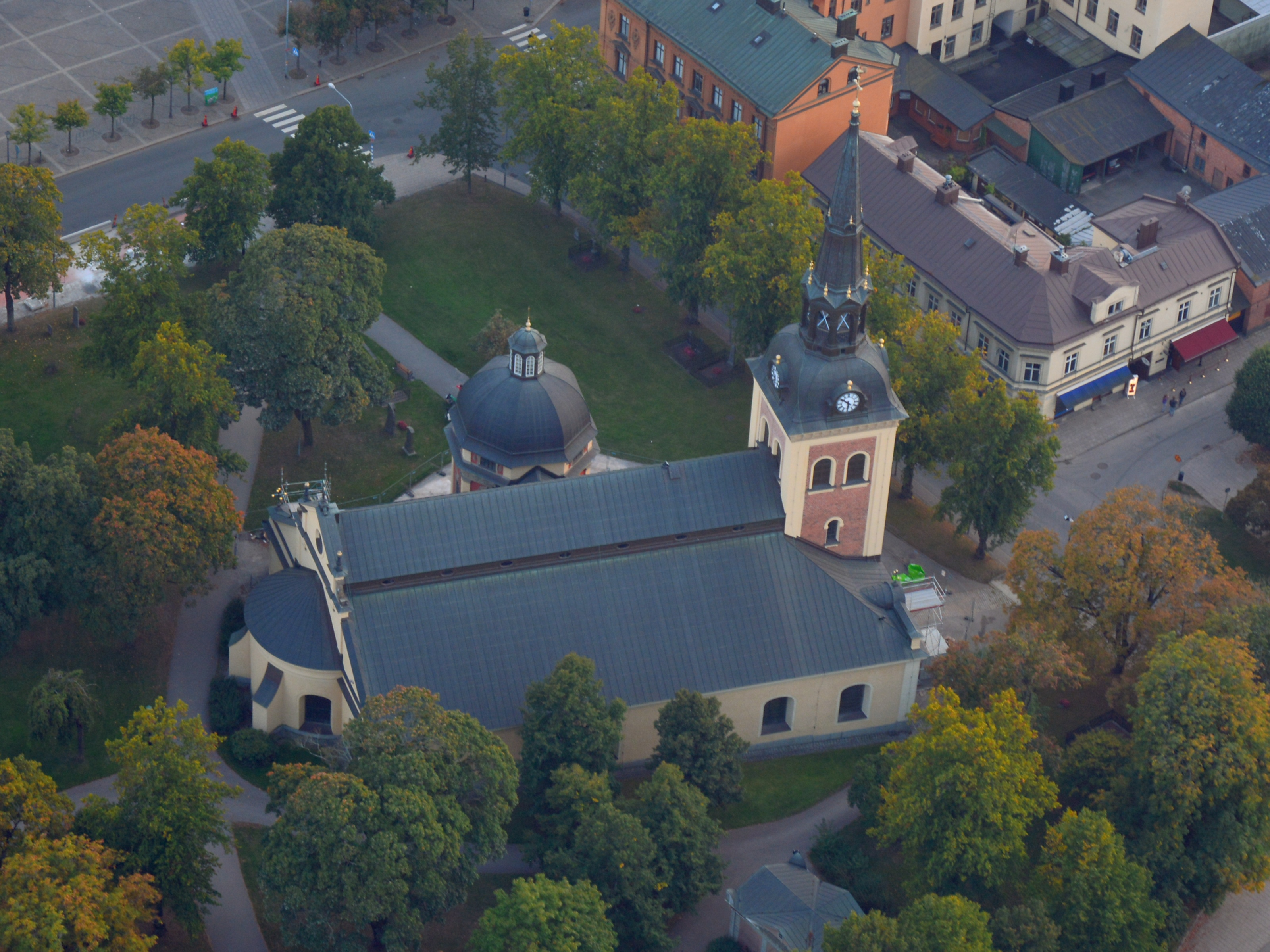
Flygfoto av Storgatan med Sankta Ragnhilds kyrka och kvarteret Tratten 2014

### Turingelunden till Mälarehamnen
- Tälje 1:22 är en 1800-talsbyggnad som ursprungligen användes som bårhus i anslutning till Sankta Ragnhilds kyrka. Byggnaden har av Länsmuseet fått den kulturhistoriska graderingen röd som en särskilt viktig byggnad.[52]

- Lampan 27 på Storgatan 22-30 är bostadshus uppförda 1991. Projekteringen skedde under högkonjunktur på 1980-talet, och planer fanns även på att bebygga fastigheten Separatorn. Efter att konjunkturen var sämre under 90-talet uppfördes endast byggnader på Storgatan 22-30.[15]

- Kitteln 2 på Storgatan 36 uppfördes 1906 som stallbyggnad till intilliggande Södertälje bryggeri.[53]

- Separatorn 13 på Storgatan 33 uppföders 1900 för Svenska Centrifug och användes länge för industriell tillverkning. På tomten fanns tidigare en låghusdel från 1865, vilken brann ner 1994. Fastigheten disponeras idag av vetenskapsmuseet Tom Tits Experiment.[12]

- Astras huvudkontor i fastigheten Kitteln 1 på Storgatan 36 uppfördes ursprungligen för Södertälje bryggeri, men togs över av läkemedelsföretaget Astra och fungerade länge som dess huvudkontor. Efter att Astra flyttade ut ur lokalerna disponeras de av hotellet Ad Astra by Elite.[54]

- Tälje 1:1 är en transformatorstation i klassicistisk stil uppförd på 1920-talet. Den har tandsnitt och kopparklätt falstak med förskjutna skarvar.[55]

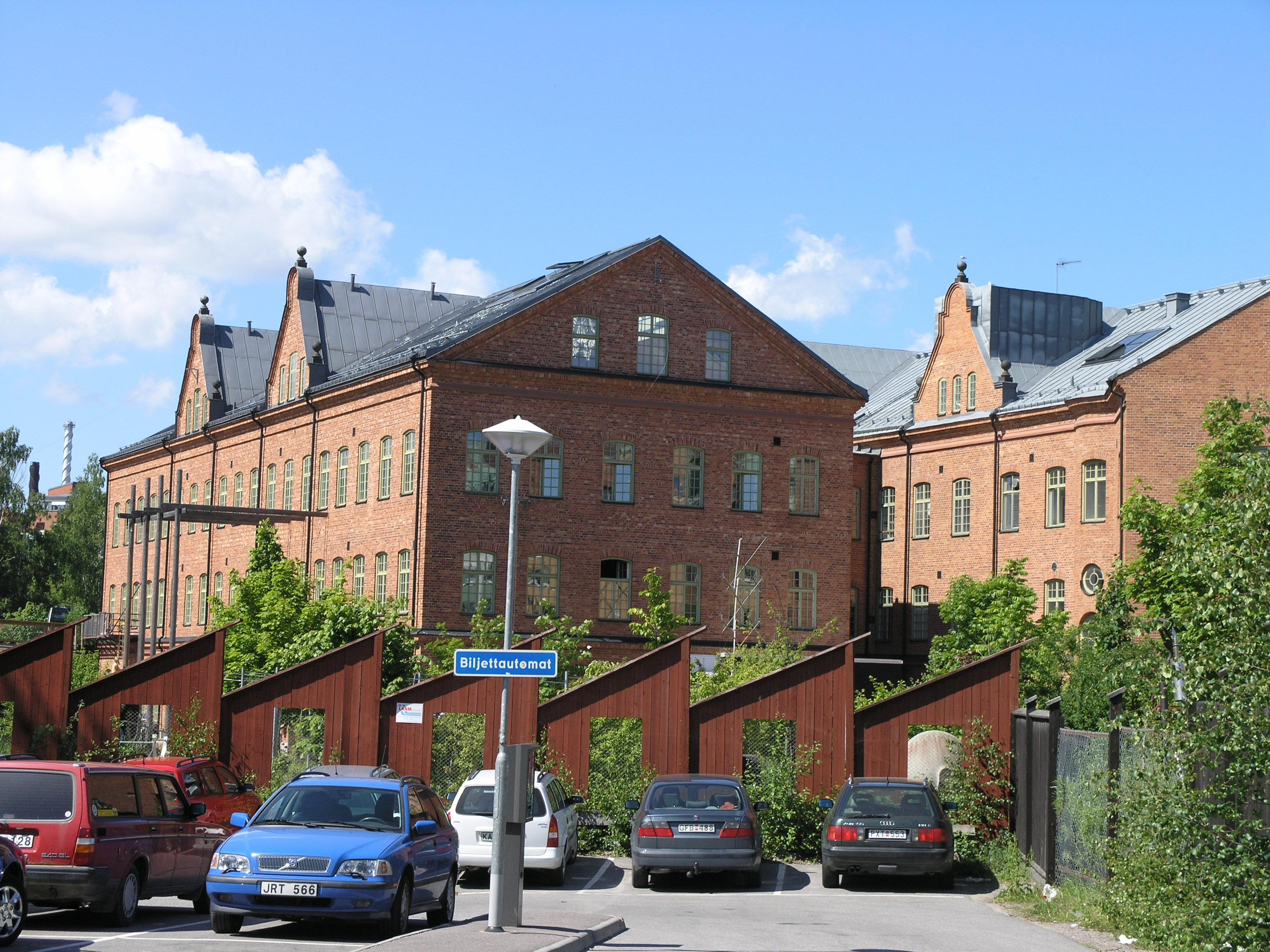
Tidigare industrilokaler på Storgatan 33 som idag inrymmer vetenskapsmuseet Tom Tits Experiment
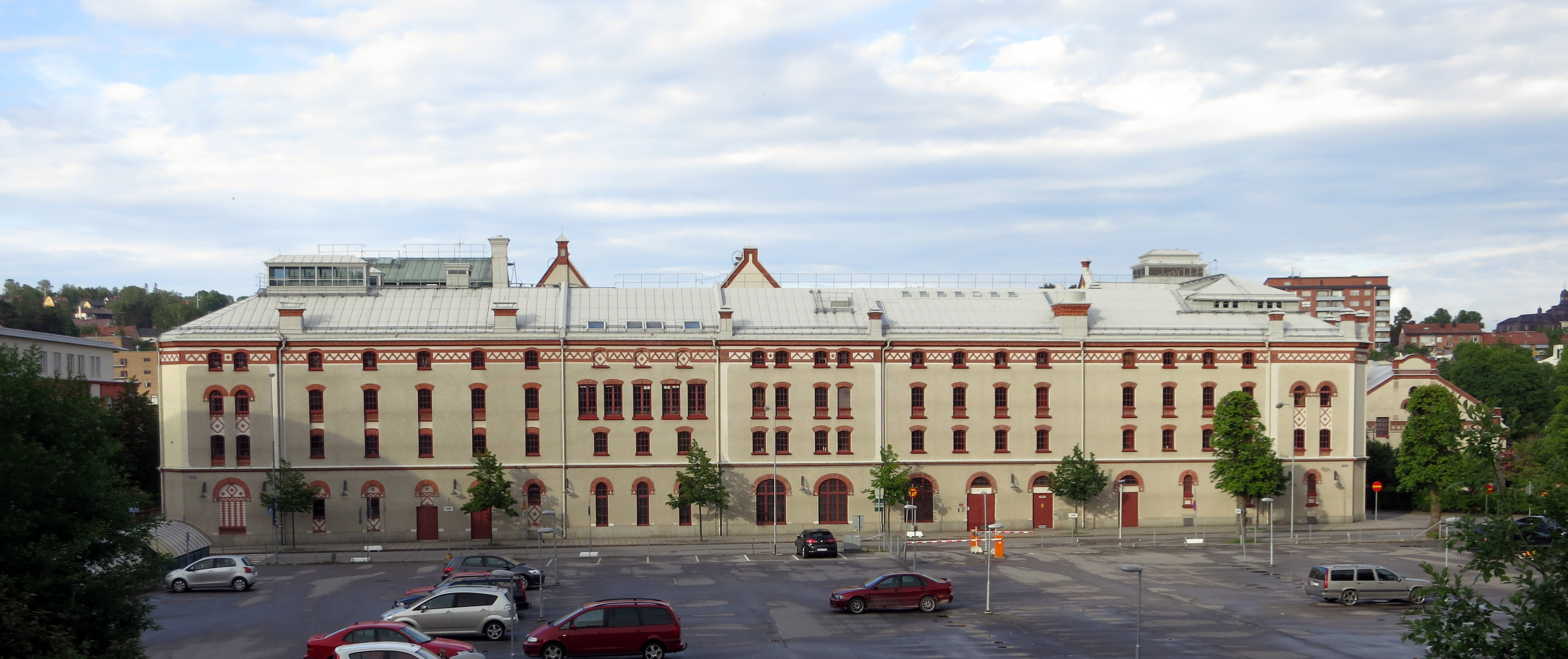
Södertelge Bryggeris byggnad från omkring 1900 har använts som Astras huvudkontor och senare hotell
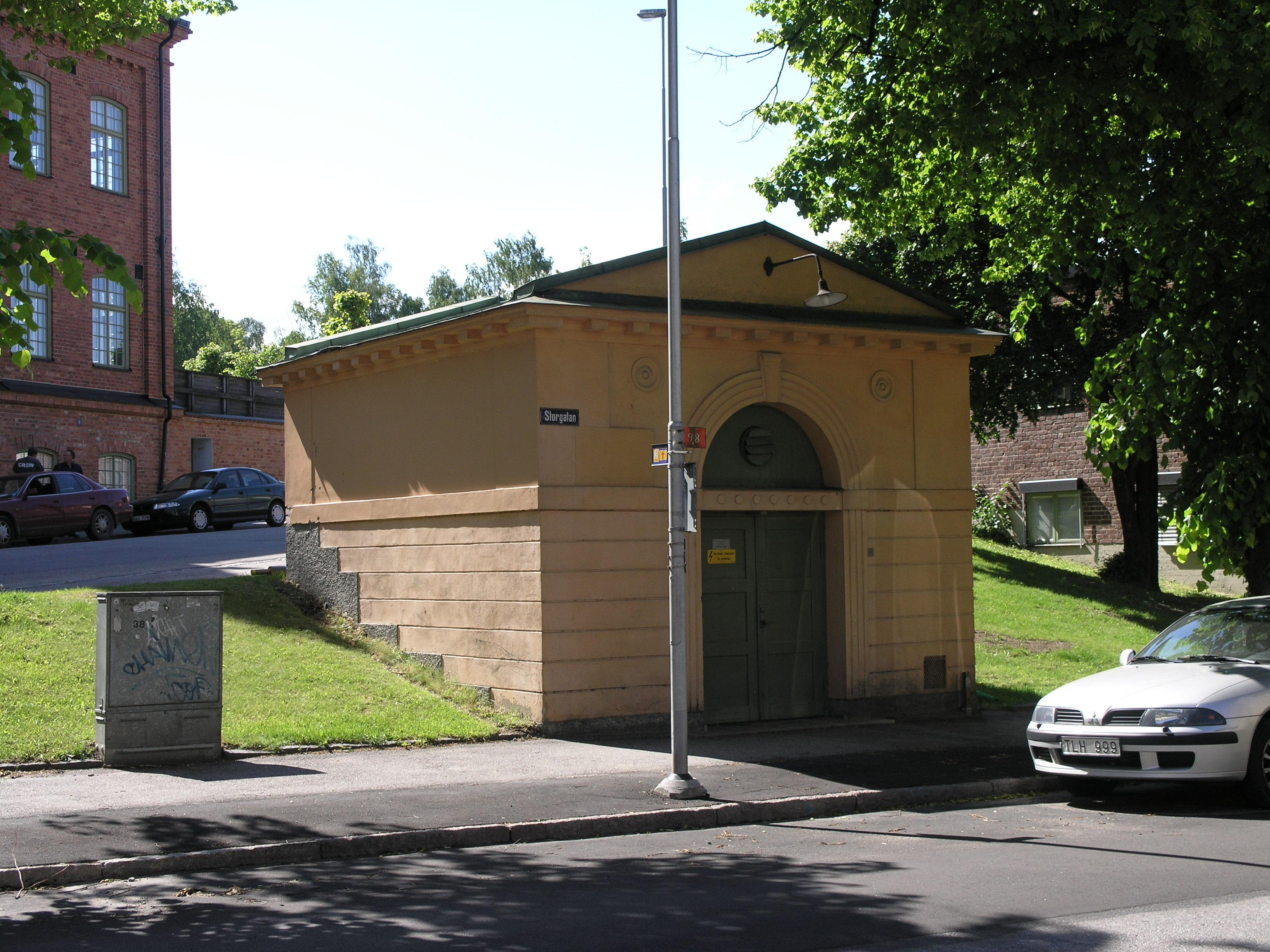
Transformatorstation i klassicistisk stil uppförd på 1920-talet
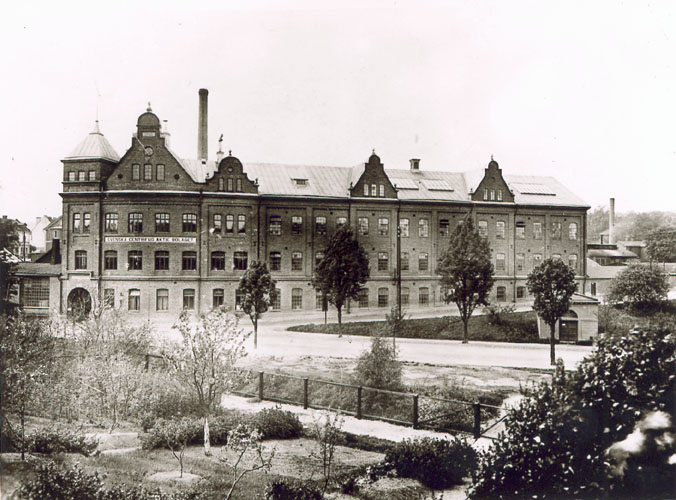
Storgatan med industrilokaler för Svenska Centrifug
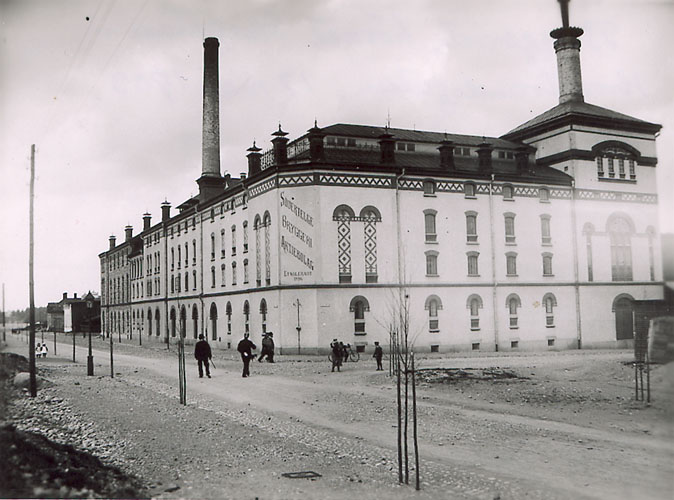
Storgatan med Södertälje Bryggeri 1903

## Parker

### Turingelunden

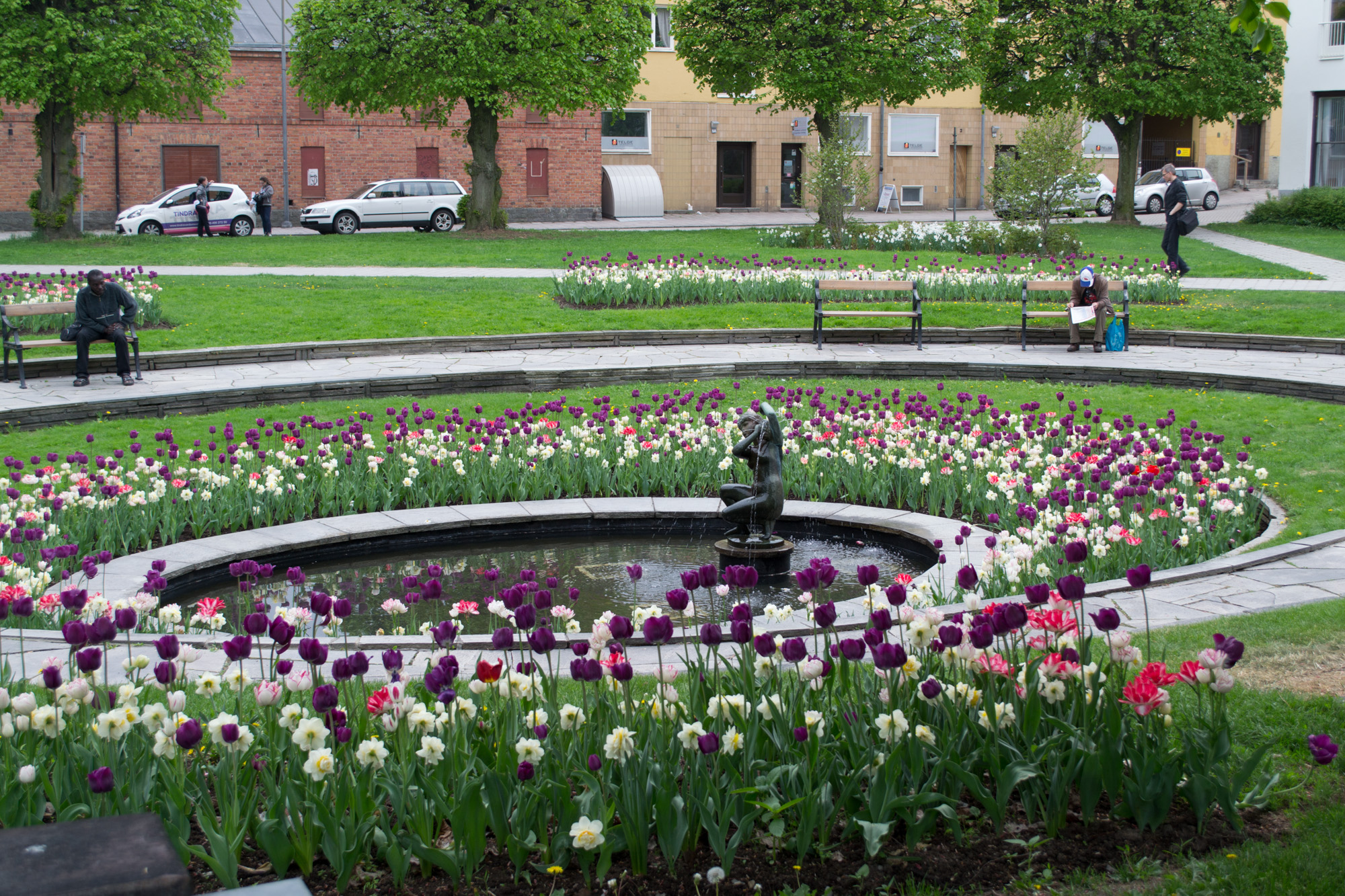
Storgatan löper längs Turingelunden.

Storgatan löper längs Turingelunden. Parken anlades under 1950-talet, och benämns ibland Brända tomten vilket syftar på en brand under senare delen av 1800-talet, då området brandhärjades. Parken med gångar, gräsmatta, damm och blomsterplanteringar har en trädkrans utgjord av formklippta lindar.
Den inre delen av parkanläggningen med murarna, sittplatser och damm projekterades av stadens parkavdelning i samarbete med arkitekt Fritz Voigt och professor Stig Blomberg. I parken finns en fontän med statyn Morgonbad av Stig Blomberg som avtäcktes 1957. Rabatterna och delar av dammen har därefter ändrats något, men övrigt har parken till största del behållit sin ursprungliga utformning.

## Verksamheter

### Butiker

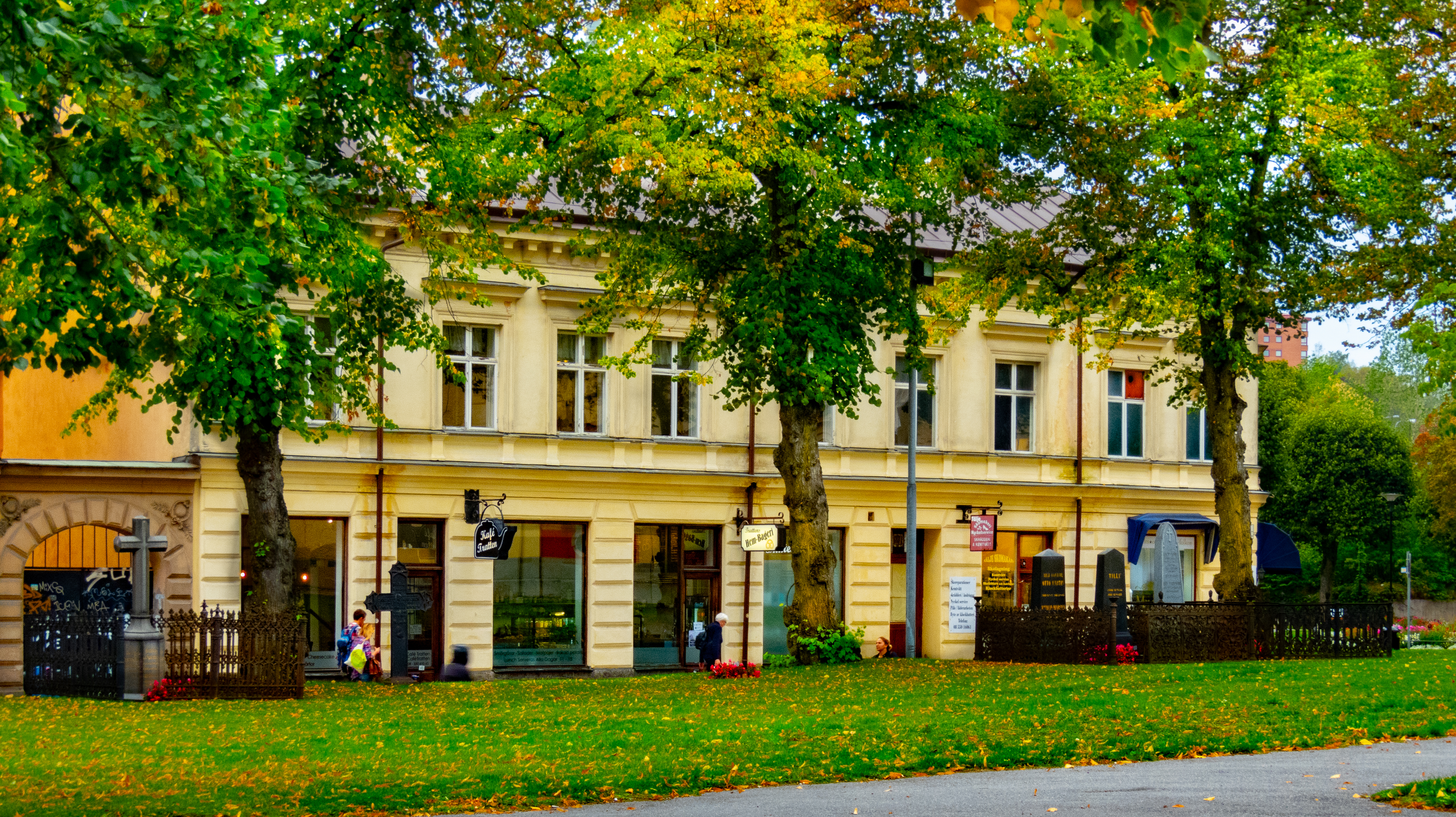
Butiker markplan i fastigheter i höjd med Sankta Ragnhilds kyrka, Storgatan 19-21

Fastigheterna vid Storgatans början nära Olof Palmes plats, samt i höjd med Sankta Ragnhilds Kyrka är uppförda vid under 1880-talet och tidigare delen av 1900-talet och har butikslokaler i gatuplan med bostäder eller kontor ovanför.
Flera fastigheter har arkader i gatuplan, med stora skyltfönster. Exempel på sådana är Tingshuset och Kopparhuset.
I kvarteren direkt söder om Stora Torget finns byggnader som både har en varuhus- eller galleriadel samt butikslokaler för specialbutiker mot Storgatan. Lunagallerian invigdes 1978, och har butiksgalleria i tre våningsplan. I kvarteret Tellus 4 har den största hyresgästen varit EPA/Åhléns, men fastigheten har även lokaler för flera andra specialbutiker med entréer direkt från Storgatan.
Renodlade varuhusbyggnader med ovanpåliggande bostadshus/kontor finns i Storgatan sydligaste del. Telgehuset är en butiksgalleria i två plan med två entréer från Storgatan, vilken ursprungligen var ett Domusvaruhus. Varuhuset Kringlan är en butiksgalleria i två plan med tre entréer från Storgatan. Med 8400 kvadratmeter butiksyta är Kringlan den största butiksgallerian i staden.

### Hotell & restaurang
Utöver restauranger i butiksgalleriorna finns restauranger och caféer i kvarteren nära Sankta Ragnhilds kyrka, samt i gatans inledande del nära Olof Palmes plats.
Ad Astra by Elite är det enda hotellet med entréer från Storgatan. Det har även restauranger med entré från Storgatan.

### Kultur

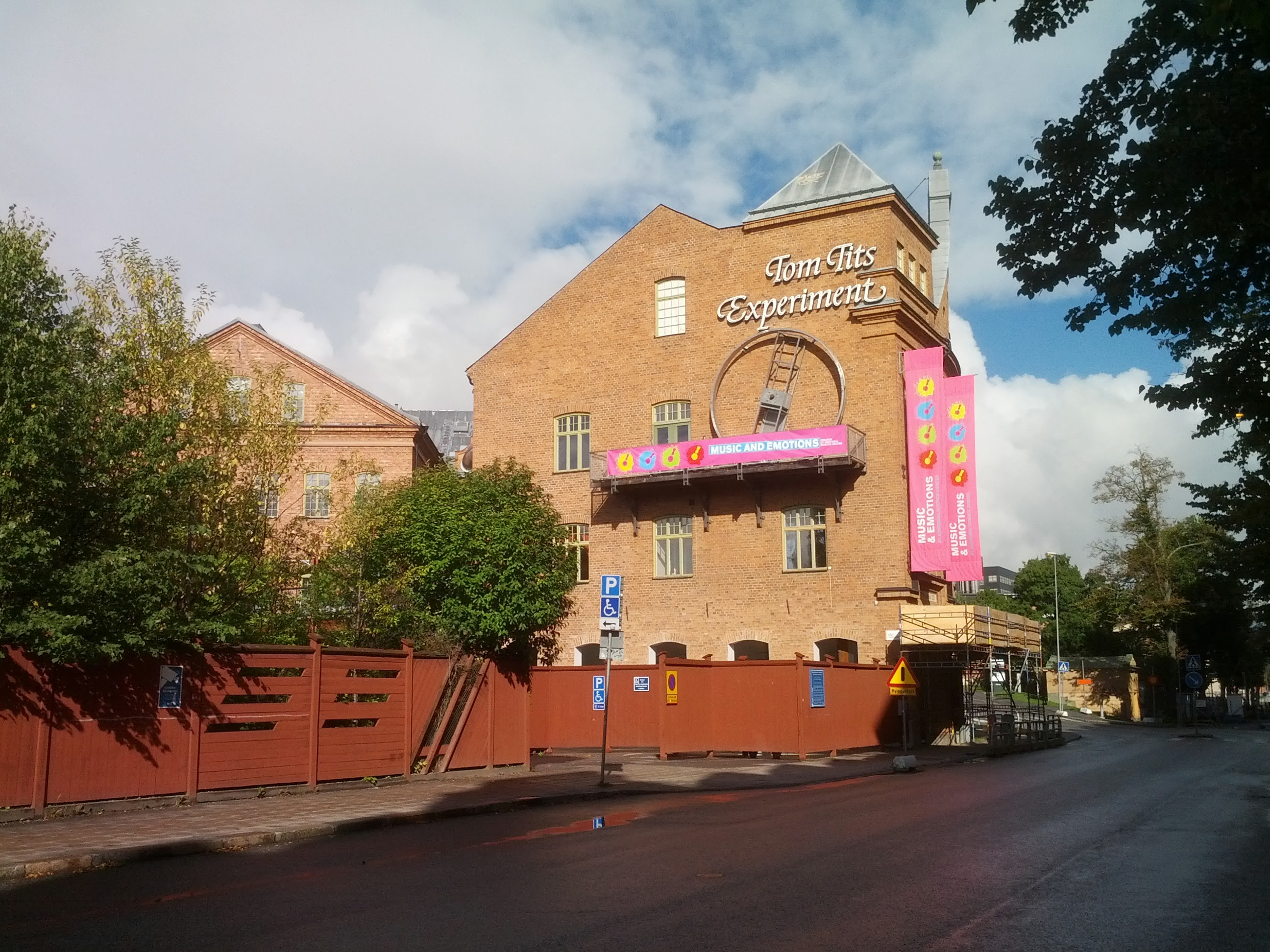
Tom Tits Experiment med Storgatan i förgrunden

- Tom Tits Experiment är ett vetenskapsmuseum. 1985 höll Södertälje konsthall en utställning med vetenskapstema som baserades på boken Tom Tit – La Science Amusante av den franske författaren Arthur Good. Den blev mycket populär, och förlängdes. Efter att utställningen flyttats till egna lokaler i byggnader på Storgatan som tidigare tillhört Svenska Centrifug blev den ett permanent eget museum och vetenskapscenter.[26] Museet upptar fyra våningar i industribyggnaden samt dess utegård.[26] Det har en yta på 15 000 kvadratmeter med totalt ca 500 experiment.[59]

- Södertälje konsthall visar utställningar av tavlor, skulpturer och andra konstinstallationer. Museet öppnade 1968, och flyttade till sina nuvarande lokaler i Luna 1978. Konsthallen har sin huvudinriktning på samtida konst, men visar även historiska verk.[23][24]

- Södertälje stadsbibliotek är stadens huvudbibliotek. Sedan mitten av 1800-talet har olika former av bibliotek funnits i Södertälje. 1934 öppnade en förening ett stadsbibliotek på Rådhusgatan 11. Verksamheten togs över i kommunal regi 1945. 1961 flyttade biblioteket in i kontorsdelen av det då nybyggda Domusvaruhuset på Storgatan.[25] Även om lokalerna i Domushuset var mer ändamålsenliga än de gamla på Rådhusgatan upplevdes det som negativt att de endast kunde nås med hiss. Flera alternativ till lokaler i markplan utreddes av drätselkammaren, och man valde till slut att etablera sig som en del av det projekterade Luna kulturhus, med direkt entré från Storgatan. Biblioteket i Luna öppnade 1978.[25]

## Kommunikationer

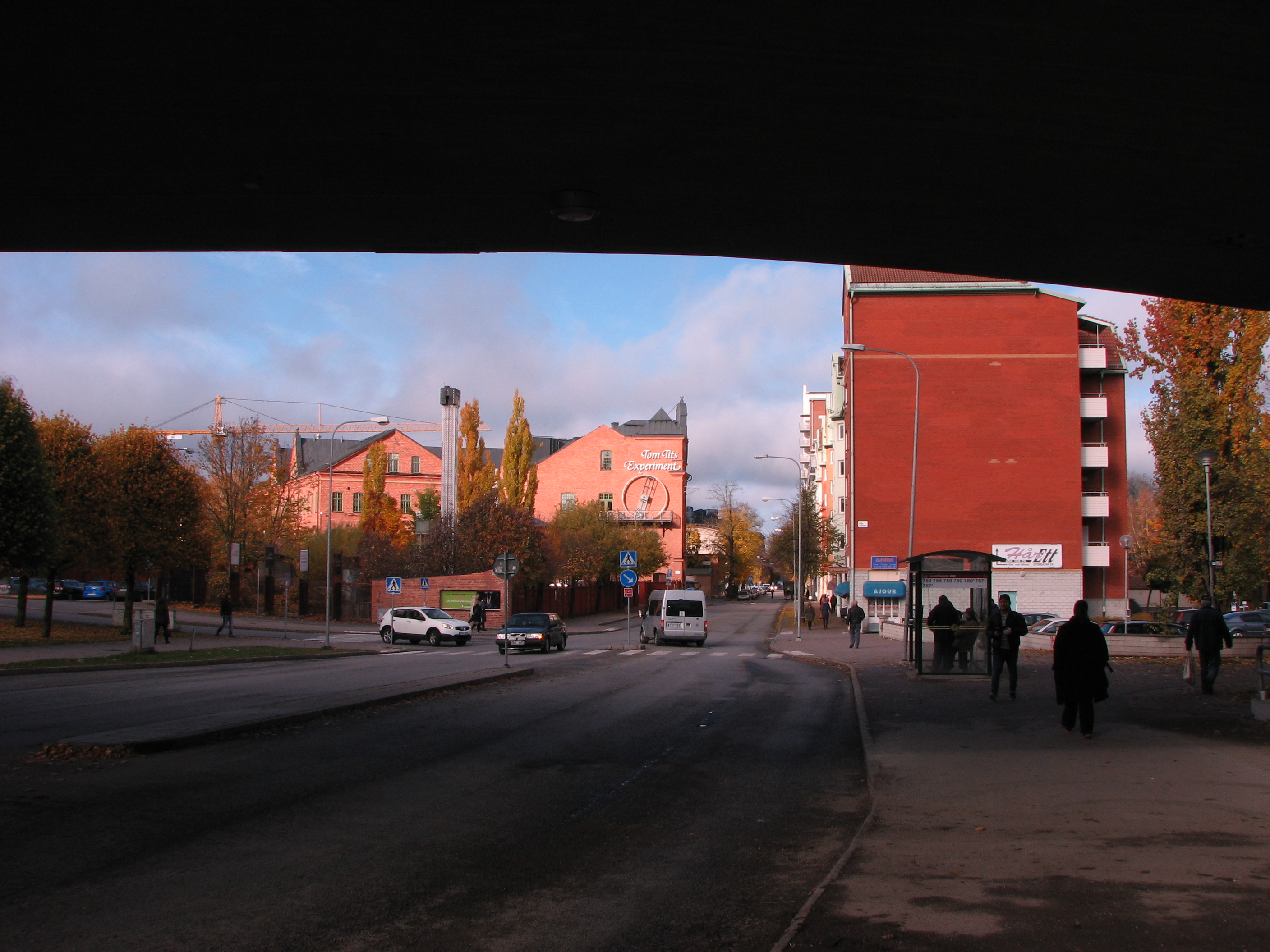
Storgatan med busshållplats Centrifugen

Större delen av södra Storgatan är sedan högertrafikomläggningen 1967 bilfri gågata. Busshållplatser i närområdet finns istället på parallellgatan Köpmangatan, som fungerar som kollektivtrafikknutpunkt i stadskärnan.
Storgatans enda busshållplats är Centrifugen, belägen i närheten av Tom Tits Experiment (lokaler som tidigare tillhört Svenska Centrifug).